# Episodi de I misteri di Murdoch (decima stagione)
La decima stagione della serie televisiva I misteri di Murdoch, composta da 18 episodi, è stata trasmessa in anteprima in Canada dalla CBC tra il 10 ottobre 2016 e il 20 marzo 2017.
Il 12 dicembre 2016 è andato in onda uno speciale dal titolo Once Upon a Murdoch Christmas.
In Italia la stagione è trasmessa sulla rete televisiva Giallo in anteprima i primi due episodi il 14 maggio 2022, quindi dal 13 giugno 2022.
| nº      | Titolo originale              | Titolo italiano                                        | Prima TV USA     | Prima TV Italia  |
| ------- | ----------------------------- | ------------------------------------------------------ | ---------------- | ---------------- |
| 1       | Great Balls of Fire (Part 1)  | Vampate di fuoco - Parte 1                             | 10 ottobre 2016  | 14 maggio 2022   |
| 2       | Great Balls of Fire (Part 2)  | Vampate di fuoco - Parte 2                             | 17 ottobre 2016  | 14 maggio 2022   |
| 3       | A Study in Pink               | Uno studio in rosa                                     | 24 ottobre 2016  | 13 giugno 2022   |
| 4       | Concocting a Killer           | Generare un assassino                                  | 31 ottobre 2016  | 13 giugno 2022   |
| 5       | Jagged Little Pill            | Una pillola amara da ingoiare                          | 7 novembre 2016  | 20 giugno 2022   |
| 6       | Bend it Like Brackenreid      | Sognando Brackenreid                                   | 14 novembre 2016 | 20 giugno 2022   |
| 7       | Painted Ladies                | Il brutto anatroccolo                                  | 21 novembre 2016 | 27 giugno 2022   |
| 8       | Weekend at Murdoch's          | Weekend con il morto                                   | 28 novembre 2016 | 27 giugno 2022   |
| 9       | Excitable Chap                | Un tipo impetuoso                                      | 5 dicembre 2016  | 4 luglio 2022    |
| Special | Once Upon a Murdoch Christmas | C'era una volta il Natale di Murdoch                   | 12 dicembre 2016 | 15 dicembre 2022 |
| 10      | The Devil Inside              | La voce del diavolo                                    | 9 gennaio 2017   | 4 luglio 2022    |
| 11      | A Murdog Mystery              | Un mistero canino                                      | 16 gennaio 2017  | 11 luglio 2022   |
| 12      | The Missing                   | Lo scomparso                                           | 23 gennaio 2017  | 11 luglio 2022   |
| 13      | Mr. Murdoch's Neighbourhood   | Il vicinato del signor Murdoch                         | 6 febbraio 2017  | 18 luglio 2022   |
| 14      | From Murdoch to Eternity      | Da Murdoch all'eternità                                | 13 febbraio 2017 | 18 luglio 2022   |
| 15      | Hades Hath no Fury            | Non c'è furia nell'Ade pari a quella di una Dea offesa | 20 febbraio 2017 | 25 luglio 2022   |
| 16      | Master Lovecraft              | Mastro Lovecraft                                       | 27 febbraio 2017 | 25 luglio 2022   |
| 17      | Hot Wheels of Thunder         | I pattini del tuono                                    | 13 marzo 2017    | 1º agosto 2022   |
| 18      | Hell to Pay                   | Le pene dell'Inferno                                   | 20 marzo 2017    | 1º agosto 2022   |

## Vampate di fuoco - Parte 1
- Titolo originale: Great Balls of Fire (Part 1)
- Diretto da: Gary Harvey
- Scritto da: Peter Mitchell

### Trama
Nelle sale di un Hotel di Toronto si tiene un elegante ricevimento: alcune ragazze delle migliori famiglie cittadine sono al loro debutto in società. Sono presenti anche Murdoch, Julia e Crabtree che - devoto lettore della rubrica di cronaca mondana tenuta da Madge Milton sul Toronto Daily Star - è una preziosa fonte di informazioni sull'evento. La festa infatti ha anche un altro scopo, di cui tutti sono ben consapevoli: il ricchissimo scapolo Rodney Strong, sino a quel momento poco interessato alle donne, deve sposarsi e il ricevimento gli fornirà l'occasione di scegliere la sua futura consorte. Le pretendenti sono numerose, agguerrite e piuttosto diverse tra loro: Madeline Wellwood viene da una famiglia di proprietari minerari, tuttavia non è molto quotata; Jennie Berridge pare essersi inimicata tutte le altre ragazze; la ventitreenne Emma Fairhurst (la cui famiglia si è accollata le spese del ricevimento) sarebbe stata promessa a Rodney sin dall'infanzia, ma è goffa e non troppo avvenente; Faye Sloan è nota soprattutto per la sua lingua tagliente. Più dolce e carina è invece Elizabeth, figlia di un'amica di Julia: Lady Atherly, di recente arrivata da Londra con l'intenzione di stabilirsi in Canada. Tuttavia la ragazza con le migliori possibilità sembra essere Ruth Embree, negli ultimi tempi molto vicina a Rodney: il suo corpo insanguinato precipita però improvvisamente nel bel mezzo del salone dal sovrastante solaio il cui pavimento di legno, intriso di sangue, ha finito per cedere sotto il peso del cadavere. Ruth è stata uccisa con un coltello: l'arma del delitto proviene dalle cucine dell'hotel e non rivela nulla di utile.
Anche gli interrogatori delle ragazze, ancora molto prese dalla competizione, sono scarsamente fruttuosi. Le uniche rivelazioni interessanti vengono da Emma e da Faye: la prima sostiene che Rodney voleva sposare Ruth solo perché la ragazza gli aveva detto di essere incinta; la seconda, come migliore amica della vittima, dichiara che Ruth conosceva un segreto riguardante una delle altre ragazze, ma non è in grado di precisare di cosa si trattasse. L'autopsia smentisce Emma: Ruth non era vergine (e Rodney ammette di aver avuto con lei dei rapporti) ma non era incinta.
Buona parte del lavoro medico sul caso viene svolto da Rebecca: Julia infatti dopo le recenti disavventure pare stanca e depressa. Finiscono per accorgersene anche Murdoch e Brackenreid, che tentano di parlare con lei, ma invano. Julia infatti, oppressa dai sensi di colpa, nasconde un segreto: ha iniziato ad avere visioni durante le quali la defunta Eva Pearce, in modo subdolo e molto vivido, la perseguita, chiamandola a sé.
Nel frattempo l'indagine prosegue, e proseguono anche i ricevimenti. Dopo un inutile tentativo di fuga Rodney, seppur oppresso dalle complicazioni, ha ceduto agli obblighi famigliari e con l'assistenza di un caro amico, il signor Bishop, ha ripreso a cercare una moglie. Con grande gioia di Lady Atherly, che desidera una buona sistemazione per la figlia, Rodney sembra simpatizzare con Elizabeth; e anche la ragazza, inizialmente riluttante, finisce per trovare gradevole la compagnia del giovanotto.
Mentre Crabtree, animato dalle migliori intenzioni, si intromette nel rapporto tra l'amata Nina e Samuel Bloom, il fratello di lei gravato da qualche precedente penale, l'indagine fa passi avanti. Si scopre che dieci anni prima Emma era stata internata in manicomio a causa della sua fobia per gli incendi, conseguenza di un trauma infantile; ma soprattutto Faye, che ha fatto in giro parecchie domande, rivela finalmente il segreto di cui Ruth era a conoscenza: il viaggio in Canada delle Atherly è dovuto alle ingenti perdite finanziarie subite dalla famiglia. Il movente del delitto potrebbe dunque essere il desiderio di favorire Elizabeth nella "lotteria matrimoniale"; Lady Atherly respinge fermamente tutte le insinuazioni, Murdoch però si premura ugualmente di telegrafare a Londra per richiedere ulteriori informazioni.
Di lì a poco le cose si complicano: viene ritrovato il cadavere di Faye, uccisa con un colpo d'arma da fuoco in fronte; ma poiché nel frattempo era già circolata la notizia semiufficiale del fidanzamento tra Rodney ed Elizabeth, diventa piuttosto difficile trovare un movente per il suo omicidio. Inoltre, proprio mentre Elizabeth, assistita dalla madre e da Julia, si sta vestendo in vista del pubblico annuncio del fidanzamento, una bottiglia incendiaria viene gettata nella sua stanza. In breve divampa un furioso incendio: le Atherly riescono ad uscire in fretta; Julia invece, richiamata dalla voce di Eva che chiede aiuto, rimane intrappolata.
- Altri interpreti: Samantha Bond (Lady Suzanne Atherly), Dominique Prevost-Chalkley (Elizabeth Atherly), Kyle Cameron (Rodney Strong), Daiva Johnson (Eva Pearce), Erin Agostino (Nina Bloom), Sean Connolly Affleck (Samuel Bloom), Caroline Palmer (Faye Sloan), Hannah Whitmore (Jennie Berridge), Kelly Van der Burg (Madeline Wellwood), Stefne Mercedes (Emma Fairhurst), Harmon Walsh (il signor Bishop), Kristina Nicoll (Madge Merton), Katy Breier (Lydia Hall), Alison J. Palmer (Mathilda Thorn), Nathan Hoppe (agente McNabb), Rosemarie Raghallaigh (debuttante)

## Vampate di fuoco - Parte 2
- Titolo originale: Great Balls of Fire (Part 2)
- Diretto da: Gary Harvey
- Scritto da: Peter Mitchell

### Trama
Malgrado gli sforzi dei soccorritori, in breve tempo l'incendio si estende ad altre zone della città. Accorso sul posto, Murdoch riesce con grave rischio a salvare la moglie; Julia riporta qualche ustione e difficoltà respiratorie ma non è in pericolo di vita. Tornata a casa, si risolve finalmente a rivelare a William le visioni e il proprio senso di colpa: crede che Eva avrebbe potuto essere sopraffatta in altro modo, ma lei ha voluto ucciderla. Murdoch però si sforza di farle capire che la sua azione non è stata malvagia, e che si è trattato di semplice autodifesa; vedendola più calma, la coinvolge nel seguito dell'indagine. Infatti per l'ora in cui l'incendio è stato appiccato tutte le debuttanti hanno un alibi, quindi bisogna guardare altrove. Murdoch prende in considerazione l'esistenza di un assassino sequenziale, e con l'aiuto di Julia stabilisce che l'unico elemento costante è dato dalle vittime, ragazze molto simili tra loro; forse qualcuno le sta uccidendo per odio contro i privilegi di cui godono. Di lì a poco però Julia sviluppa un diverso sospetto: Rodney ed Elizabeth, senza attendere oltre, si sono sposati in fretta e Lady Atherly non cessa di ringraziare Julia per aver salvato lei e la figlia dall'incendio. Julia però sa di non aver fatto nulla di particolare, le Atherly sono scappate velocemente per conto loro: quasi come se sapessero cosa stava per accadere, o come se avessero avuto modo di vedere l'attentatore al di là della finestra. C'è insomma la possibilità che le presunte vittime siano in realtà colpevoli. Le notizie finalmente arrivate da Londra dopo il blackout del telegrafo causato dall'incendio sembrano dare una conferma: in Inghilterra, prima della partenza, Elizabeth Atherly era stata coinvolta in una scandalosa relazione con un certo Trevor Cross, il giardiniere di casa. Rodney Strong sostiene che Elizabeth gli ha raccontato tutto, però si oppone fermamente ad una perquisizione delle stanze che divide con la moglie.
 Di lì a poco un altro omicidio intorbidisce ulteriormente le acque: il corpo di Emma viene ritrovato in un vicolo, alla ragazza hanno tagliato la gola. Un commerciante del luogo, Colin Dunn, testimonia di aver visto la vittima uscire in lacrime dal Whitmore Hotel in cui abitano gli Strong. Rodney ammette di aver incontrato Emma la sera precedente: già molto turbata a causa dell'incendio, la ragazza aveva avanzato deliranti richieste perché lui rinunciasse al matrimonio, infangando Elizabeth con assurde menzogne, poi se ne era andata.
 Poiché nulla li trattiene, Rodney e le Atherly si preparano a partire per tornare a Londra; Murdoch però ha ormai capito come sono andate le cose e quando raggiunge i viaggiatori alla stazione ne ha la conferma: sorprende infatti Elizabeth che di nascosto bacia il signor Bishop, che in realtà è Trevor Cross. Dopo momenti di tensione durante i quali Elizabeth prende in ostaggio la madre per tentare la fuga con l'amante, i colpevoli si arrendono e vengono arrestati, non prima che Rodney si sia tolto l'amara soddisfazione di stendere Trevor.
 Dopo l'arrivo in Canada delle Atherly, il piano era stato organizzato perché Elizabeth e Trevor potessero impadronirsi del denaro di Rodney Strong e vivere felicemente quella vita che era stata loro negata a Londra. Il falso attentato e gli omicidi sono stati materialmente commessi da Trevor: Ruth costituiva un intralcio, Faye era una pericolosa ficcanaso e l'infelice Emma aveva visto insieme gli amanti. Rilasciando la propria deposizione, Elizabeth è convinta di cavarsela come semplice fiancheggiatrice: Murdoch però le fa seccamente capire che la sua conoscenza dei fatti la espone alla stessa accusa di triplice omicidio che grava su Trevor. La posizione di Lady Atherly è più ambigua: forse era davvero ignara del piano, come sostiene la stessa Elizabeth: in ogni caso sarà duramente punita con la perdita dell'amata figlia e con il colpo inferto al suo orgoglio.
 Nel frattempo l'incendio è stato gradualmente spento e gli sfollati che avevano trovato rifugio alla Stazione n°.4 raggiungono i loro nuovi alloggi. Un divertito Brackenreid rassicura l'agente Higgins, che aveva a lungo temuto di aver provocato il disastro con uno dei suoi sigari lasciati in giro. Crabtree, per amore di Nina, entra invece in società con Samuel Bloom, aiutandolo con i propri risparmi a ricostruire l'officina meccanica distrutta dall'incendio.
Julia si è ripresa ed è finalmente serena; le visioni sono scomparse e William la rende ulteriormente felice portandola a vedere il magnifico terreno che intende comprare per costruire la loro nuova casa.
- Altri interpreti: Samantha Bond (Lady Suzanne Atherly), Dominique Prevost-Chalkley (Elizabeth Atherly), Kyle Connor (Rodney Strong), Daiva Johnson (Eva Pearce), Erin Agostino (Nina Bloom), Sean Connolly Affleck (Samuel Bloom), Harmon Walsh (il signor Bishop), Stefne Mercedes (Emma Fairhurst), Hannah Whitmore (Jennie Berridge), Kelly Van der Burg (Madeline Wellwood), Katy Breier (Lydia Hall), Joseph Motiki (Colin Dunn), Roland Greber (l'assistente), Yury Ruzhyev (un cittadino rimasto senza casa), Joanna Haughton (l'infermiera), Jennifer Vey (una donna)

## Uno studio in rosa
- Titolo originale: A Study in Pink
- Diretto da: Norma Bailey
- Scritto da: Paul Aitken

### Trama
Per le strade di Toronto, con l'aiuto di Crabtree e Higgins, Murdoch sta cercando di mettere a punto una delle sue invenzioni: una sorta di "tracciatore", un apparecchio in grado di seguire un soggetto in movimento a cui sia stato applicato un sensore. Improvvisamente arriva una segnalazione a cui il detective deve rispondere: una donna ha denunciato una possibile scena del crimine, una stanza in Sackville Street. Arrivato sul posto, Murdoch ritrova l'investigatrice Freddie Pink; è lei che ha lanciato l'allarme: incaricata da un cliente di consegnare una lettera ad un certo James Smith, si è introdotta nell'alloggio di quest'ultimo e ha trovato abbondanti tracce di sangue che sembrerebbero suggerire un omicidio. Il corpo, irreperibile, sembra esser stato gettato dalla finestra; risulta scomparso anche il figlioletto di Smith, un bambino di cinque anni che viveva con lui. Su James Smith viene trovato un verbale vecchio di qualche mese, registrato da Crabtree: sua madre, non avendo ricevuto per il compleanno il tradizionale mazzo di fiori, ne ha denunciato la scomparsa. I misteri sul personaggio non finiscono qui: il suo certificato di nascita risulta falso e la lettera che Freddie avrebbe dovuto consegnare è solo un foglio bianco, come se il misterioso cliente (che l'investigatrice non ha mai incontrato di persona) si fosse servito di un espediente per rintracciare Smith.
 A peggiorare la situazione, Murdoch scopre che Freddie non ha esattamente detto la verità: ha negato di conoscere Smith, ma risulta che lo abbia incontrato la sera precedente la sparizione nella taverna di O'Donnell; nel suo ufficio vengono inoltre trovate foto che sembrerebbero dimostrare un vero e proprio pedinamento da parte dell'investigatrice. Freddie nega di aver scattato le foto e, in mancanza di un credibile movente per l'omicidio, ipotizza di esser stata volutamente incastrata dal suo misterioso cliente, che forse è il vero assassino. Ormai è passato troppo tempo per poter stabilire con certezza se il sangue di Sackville Street sia umano o animale; in ogni caso l'investigatrice continua a respingere le accuse con pacata razionalità. Murdoch però è pieno di dubbi e per fugarli decide di sottoporre Freddie alla macchina della verità: e la ragazza supera brillantemente l'esame, rispondendo anche alle più dirette e scomode domande del detective. Le cose però cambiano quando Crabtree trova traccia di un conto bancario aperto dalla presunta vittima a Montréal e poi trasferito a Toronto: il conto è intestato ad un certo Joe Murphy e questo nome sembra mandare in tilt la macchina a cui Freddie era rimasta collegata. Lei stessa si è trasferita da Montréal l'estate precedente a causa di non meglio specificati problemi: ora Murdoch sospetta che quei problemi siano legati proprio a Murphy.
 L'uomo appartiene ad una famiglia di noti criminali di Montréal ed è scomparso, dopo esser stato accusato di aver ucciso la moglie Molly. Quando si scopre che Freddie era stata molto amica di Molly, si apre la possibilità che l'investigatrice abbia ucciso Joe per vendetta, dopo averlo rintracciato e pedinato a Toronto. La cosa sembrerebbe confermata quando nella stanza di Freddie viene trovato un visto per la Francia a nome Doris Walmer e figlio: Freddie afferma che il documento appartiene ad una cliente, Murdoch però teme che l'amica si preparasse a lasciare il Paese. Nel frattempo si ha la conferma che il presunto James Smith era in realtà Joe Murphy quando Crabtree riconosce in Ma Murphy la sedicente signora Smith: la donna è in realtà un pezzo grosso della criminalità a Montréal e non esita ad accusare Winifred Pink per la morte del figlio, benché l'investigatrice continui a sostenere di essere stata incastrata.
 Murdoch decide di rilasciare Freddie dopo averle messo di nascosto un sensore nella scarpa destra: sa che l'amica gli ha ripetutamente mentito, ma ancora non gli è chiaro il perché; pedinandola, spera di scoprirlo. Di Freddie però si perdono ben presto le tracce: dopo aver inviato un telegramma sibillino (che risulta ritirato da Doris Walmer) la ragazza scompare e Murdoch rimane incerto su cosa pensare di lei. Gli investigatori credono di aver finalmente rintracciato Joe Murphy, ma a dispetto della grande somiglianza verificano che si tratta del fratello di lui, Adam. Il suo arresto inizia comunque a gettare un po' di luce sull'intera faccenda e quando, grazie al sensore, Freddie viene finalmente rintracciata e sottratta alle cattive intenzioni di una minacciosa Ma Murphy, Murdoch è in grado di ricostruire l'intera storia. A Montréal Molly, dopo aver scoperto le attività criminali del marito, aveva tentato di lasciarlo, portando con sé il figlioletto. Durante la lite che ne era seguita, Molly aveva accidentalmente ucciso Joe; con l'aiuto dell'amica Winifred aveva nascosto l'omicidio, fingendo la propria morte e preparandosi ad espatriare. I Murphy non avevano subito scoperto l'accaduto; in seguito però lo avevano fatto e, nel tentativo di vendicarsi, Adam aveva montato le false accuse contro Freddie. Ma Murphy inoltre rivoleva indietro il nipotino e aveva rapito Freddie per farsi rivelare dove fosse nascosto. Ormai però, grazie al documento procurato dell'investigatrice, Molly e il figlioletto sono al sicuro.
Lieto di essere arrivato in fondo al caso Murdoch rinuncia a perseguire Freddie per occultamento di cadavere (quello di Joe); mette però in guardia l'amica, ricordandole che i Murphy continueranno certamente ad avercela con lei.
- Altri interpreti: Alex Paxton-Beesley (Winifred "Freddie" Pink), Mary Lewis (Ma Murphy), Jonathan Widdifield (Adam Murphy), Jessica Greenberg (Sally), Alana Pancyr (Molly), Nathan Hoppe (agente McNabb), Patrick Haye (il barista)

Nei titoli di testa e di coda Thomas Craig è accreditato come sempre, ma in questo episodio il personaggio dell'ispettore Brackenreid è totalmente assente.

## Generare un assassino
- Titolo originale: Concocting a Killer
- Diretto da: Nora Bailey
- Scritto da: Simon McNabb

### Trama
Al termine del processo d'appello che ha invalidato un precedente giudizio di colpevolezza, Gus Shanley viene rilasciato; il figlio Philip è molto felice della cosa, meno soddisfatti appaiono invece la ex moglie Dorothy e il suo nuovo marito, Samuel Ramsay. Shanley ha trascorso dodici anni in prigione, accusato di aver ucciso Rex Landon, suo amico e presunto amante della moglie, facendogli bere una tazza di cacao avvelenato con tallio. Proprio il veleno usato per l'omicidio lo ha riportato ad essere un uomo libero: la difesa ha infatti sostenuto che le tracce rinvenute nel cacao fossero non di tallio, bensì di rame: il metallo usato sino agli anni Novanta per i barattoli di cacao avrebbe inquinato - e quindi invalidato - le analisi. Purtroppo all'epoca del primo processo il test era stato condotto dalla dottoressa Ogden, allora agli inizi della carriera, ed è su di lei che ora si appuntano i sospetti di negligenza. Murdoch, che dodici anni prima aveva condotto le indagini, viene ora escluso dalle verifiche, affidate ad un detective neutrale: Llewellyn Watts, proveniente dalla Stazione n°.1.
 Le prove raccolte all'epoca sembravano schiaccianti: Shanley era stato visto acquistare il cacao e il tallio, ed erano state trovate lettere di minaccia alla vittima che un perito grafologo aveva attribuito al principale sospettato. Murdoch credeva che Shanley fosse colpevole, e ne è ancora fermamente convinto, il caso però sembra sgretolarsi: la signorina Geraldine Hanover, principale teste d'accusa, pare molto presa dalla possibilità di una nuova "passerella" in tribunale ma ben poco certa di aver effettivamente assistito all'acquisto del veleno da parte di Shanley; inoltre un nuovo grafologo ha messo in dubbio i risultati della vecchia perizia.
Mentre anche Julia inizia ad avere qualche ripensamento sulle analisi scientifiche condotte in passato, Murdoch cerca di non essere totalmente tagliato fuori dal caso, ma trattenersi gli risulta piuttosto difficile: è sconvolto dai metodi astratti e dispersivi del detective Watts, i cui discorsi vanno continuamente interpretati con molta buona volontà, e teme che la nuova indagine non venga condotta con la necessaria determinazione. I due detective, in effetti, si trovano in contrasto quasi su tutto. E nemmeno la stampa è d'aiuto: parecchi articoli sono piuttosto critici nei confronti della polizia e, dietro provocazione di Shanley, Murdoch finisce per rimediare un'accusa di molestie ingiustificate.
 Intanto, in attesa di nuovi test sul vecchio cacao, il barattolo originale viene prelevato dalla scatola delle prove e chiuso in uno stipo dell'obitorio; la chiave viene posta in una busta con sigilli di ceralacca marcati dalle impronte di Shanley e di Watts. Malgrado le precauzioni prese lo stipo viene però forzato, e il barattolo scompare. Nell'immediato tuttavia gli investigatori hanno qualcosa di più urgente di cui occuparsi: il signor Ramsay viene trovato morto, trafitto con un punteruolo da ghiaccio. Successivamente rinvenuto nascosto nell'alloggio di Shanley, il punteruolo reca le sue impronte. Shanley ammette di essersi recato a parlare con la ex moglie e di aver bevuto un drink, ma nega qualunque responsabilità per l'omicidio. L'uomo viene arrestato, ma gli stessi investigatori sono poco convinti: perché nascondere l'arma del delitto in un posto tanto ovvio, lasciandovi sopra le proprie impronte? Murdoch e Watts finiscono per concordare sulla possibilità che in questo caso Shanley sia stato incastrato. Anche l'autopsia sembra darne conferma: dei due colpi inferti a Ramsay, il primo è stato fatale, ma il secondo è stato vibrato quando l'uomo era già morto da almeno mezz'ora. Probabilmente il vero assassino ha voluto risporcare di sangue fresco il punteruolo dopo che Shanley se ne era servito per frantumare il ghiaccio del proprio drink. La possibile colpevole, insomma, sarebbe la signora Ramsay, il cui nuovo matrimonio sembra esser stato tutt'altro che felice. Arrestata, la donna non ammette né nega i fatti.
 Rimane aperto l'altro caso: scagionato per la morte di Ramsay, Shanley è ancora il principale indiziato per il vecchio omicidio. Ed è Louise Cherry, la giornalista che aveva messo in difficoltà Crabtree a causa della sua eccessiva vicinanza a Murdoch (e agli interessi del detective sul caso Shanley) che finisce per fornire prove preziose: rovistando nella spazzatura di Shanley, alla ricerca di spunti utili per i suoi articoli, la ragazza ha trovato il barattolo ed il cacao scomparsi dall'obitorio. Per farsi perdonare, li consegna a Crabtree; Julia può così fare una moderna e più avanzata analisi spettrografica dei materiali, dimostrando che si tratta realmente del vecchio barattolo in rame (il tipo non più in uso) e del vecchio cacao (con effettive tracce di veleno): ciò che aveva liberato Shanley, ora lo riporterà dietro le sbarre. Il suo arresto ha però un'ulteriore triste conseguenza: nel tentativo di proteggere l'amato padre, è stato Philip a rubare il barattolo dall'obitorio; scoperto dal patrigno, lo ha ucciso. La signora Ramsay lo aveva coperto ed era pronta ad assumersi la responsabilità dell'omicidio solo per salvare il figlio. Alla donna ora non resta altro che maledire l'ex marito per le sue menzogne.
 Al termine dell'indagine il detective Watts si congeda e torna alla Stazione n°.1, lasciando dietro di sé un'ambigua impressione: è certamente un buon poliziotto, ma altrettanto certamente i suoi atteggiamenti risultano incomparabilmente bizzarri.
- Altri intetpreti: Jonathan Goad (Gus Shanley), Daniel Maslany (detective Llewellyn Watts), Bea Santos (Louise Cherry), Deborah Pollitt (Dorothy Ramsay), Matthew Alan Taylor (Samuel Ramsay), Dylan Colton (Philip Shanley Ramsay), Elisa Moolecherry (Geraldine Hanover)

## Una pillola amara da ingoiare
- Titolo originale: Jagged Little Pill
- Diretto da: Harvey Crossland
- Scritto da: Carol Hay

### Trama
Durante il suo giro di controllo un guardiano notturno scopre il cadavere di un uomo all'interno di un'auto. La vittima viene identificata come Edward McInnes, un ricco imprenditore che risulta scomparso da due giorni. I rilievi e l'autopsia mettono in luce che l'uomo è morto da circa ventiquattro ore; benché presenti un ematoma sulla tempia, è stato avvelenato. Non è stato lui a condurre l'auto sino al luogo del ritrovamento, il suo cadavere è stato spostato sul sedile di guida.
 All'obitorio arriva anche un secondo cadavere, quello di una donna ripescata dal fiume. Con sgomento, Rebecca la riconosce: è Sarah Franklin, una studentessa quasi laureata che come lei frequentava l'Ontario Medical College for Women. Tutto fa pensare che la ragazza si sia suicidata: aveva in tasca delle pietre e il parapetto da cui è caduta non risulta rotto; Rebecca tuttavia non riesce ad accettare l'idea del suicidio e con cautela si mette ad indagare. Esterna i propri dubbi anche a Nate Desmond, che però tenta di tranquillizzarla.
 Nel frattempo la signora McInnes ha riconosciuto il cadavere del marito e ha rivelato a Murdoch una bizzarra situazione: il matrimonio con Edward era solido, ma dopo la nascita dei figli tra i due erano cessati i rapporti coniugali. Edward aveva avuto molte amanti, note e tollerate dalla moglie. La più recente è stata la signorina Lucy Stone che però, interrogata, afferma di essere stata lasciata da almeno tre mesi. La signora McInnes racconta anche che dopo la sparizione del marito una donna era venuta a cercarlo a casa.
 Al College, dove Rebecca è andata per fare domande, le compagne di corso e il fidanzato Bernard Winston confermano che Sarah non aveva ragioni per uccidersi: era felice, entusiasta per il futuro, stava per laurearsi ed era già assistente del professor Hempel, impegnato in ricerche sulla malattia del sonno.
 Mentre Murdoch è alle prese con la difficile scelta del costruttore per la casa che ha progettato, Julia scopre con quale veleno è stato ucciso McInnes: arsenico, forse somministrato in piccole dosi per lungo tempo. Tracce di lassativo nel corpo farebbero però pensare che qualcuno volesse salvare McInnes, cercando di contrastare l'effetto del veleno. Durante la visita concessa a Lucy Stone per vedere un'ultima volta il corpo di Edward, Julia nota che la ragazza presenta tutti i sintomi della sifilide; in seguito rileva che anche McInnes era malato: ciò spiegherebbe il suo allontanamento da Lucy, nel tentativo di proteggerne la salute.
 Intanto al College Rebecca fa qualche inquietante scoperta: Sarah è stata bocciata al suo più recente esame e una delle insegnanti, la dottoressa Stowe-Gullen, le mostra il perché: Sarah aveva consegnato il questionario completamente in bianco. Rebecca scopre che Sarah aveva avuto accesso alle domande d'esame, ma volontariamente non se ne era servita. Nell'armadietto di Sarah trova poi un appunto con l'indirizzo di McInnes: in qualche modo i due casi sono collegati, ed è Sarah la donna che aveva cercato Edward dopo la sua scomparsa. 
 Mentre Julia e Murdoch verificano che le sperimentazioni di Sarah avevano ottenuto buoni risultati, tanto da far ipotizzare la futura scoperta di una cura tanto per la malattia del sonno quanto per la sifilide (entrambe causate da batteri abbastanza simili), Rebecca si scontra con il professor Hempel, tutt'altro che estraneo alle morti di Sarah e di McInnes. Aggredita, viene salvata appena in tempo da Nate, allarmato per un appuntamento mancato dalla ragazza, e da Murdoch, che ormai è in grado di ricostruire l'intera storia. Hempel viene arrestato e cerca di rovesciare ogni colpa su Sarah, ma in realtà è lui ad essersi servito della ragazza, addirittura favorendola all'esame per non perderla come ricercatrice. In sostanza Hempel ha rubato il lavoro di Sarah e la sua formula a base arsenicata; abbandonati i topi di laboratorio, si era servito di McInnes come cavia umana, intossicandolo. Malgrado un tentativo di salvarlo, l'uomo era morto ed Hempel ne aveva abbandonato il cadavere nell'auto. Aveva poi indotto Sarah a credere che la responsabilità per quella morte fosse sua e la ragazza, sopraffatta dai sensi di colpa, si era uccisa.
Al termine dell'indagine la dottoressa Stowe propone a Julia di tenere al College un corso di Medicina forense; Nate e Rebecca approfondiscono il loro rapporto; Murdoch invece sembra ancora un po' incerto riguardo la scelta del costruttore.
- Altri interpreti: James Gallanders (professor Lawrence Hempel), Jordan Johnson-Hinds (Nate Desmond), Julie Khaner (dottoressa Augusta Stowe-Gullen), Clare Stone (Anne Baxter), Erin Marguerite Carter (Katherine Roy), Matt O'Connor (Bernard Winston), Kiran Friesen (Lucy Stone), Brittaney Bennett (Enid McInnes), Anthony Ulc (signor Binks), Jennifer Balen (Sarah Franklin), Kevin Charles Hopper (il guardiano notturno)

Nei titoli di testa e di coda Thomas Craig e Jonny Harris sono accreditati come di consueto, ma in questo episodio i personaggi dell'ispettore Brackenreid e dell'agente Crabtree non compaiono.

## Sognando Brackenreid
- Titolo originale: Bend it Like Brackenreid
- Diretto da: Cal Coons
- Scritto da: Michelle Ricci

### Trama
Le squadre di calcio della Toronto University e del Galt stanno giocando la partita di spareggio per l'accesso alle imminenti Olimpiadi di Saint Louis. Sono presenti l'ispettore Brackenreid, che tifa per Toronto, e Andrew Nobson, che allena il Galt: divisi dalla fede calcistica, i due sono comunque amici di vecchia data. C'è anche John Brackenreid, il figlio maggiore dell'ispettore: il calcio gli piace molto ma, in contrasto con il genitore sulle strategie di gioco, trova ogni scusa per evitare di scendere in campo.
Durante la partita, in seguito ad un violento contrasto, Robert Semple, giocatore di punta del Toronto, cade e rimane a terra. Julia, anche lei presente all'incontro, non può che constatarne la morte; il ragazzo presenta una ferita all'altezza del fegato, ma la pugnalata che l'ha ucciso è stata inferta da almeno dodici ore. Durante l'autopsia Rebecca trova tracce di filo, come se qualcuno avesse cercato di ricucire la ferita; il colpo ricevuto in campo è stato fatale, forse però il ragazzo era ancora parzialmente anestetizzato dall'alcool assunto la sera precedente. Semple infatti, assieme ad una cinquantina di altre persone, aveva presenziato ad uno spettacolo organizzato in Municipio, mangiando e bevendo molto. In sua compagnia c'erano la fidanzata Esther Fields e la sua amica Harriet Harcourt con il fidanzato Jack Gourlay e il fratello Leland (entrambi giocatori del Galt). Dopo aver mentito, cercando di far credere agli investigatori di non essere stato presente, il capitano del Toronto Wesley Patten finisce per ammettere di aver condotto il gruppo ad un bar clandestino, al termine della festa. Semple è stato pugnalato fra le due e le quattro del mattino, con un coltello da carne proveniente dal buffet della festa stessa, ma nessuno sembra averlo più visto dopo le due, e l'arma del delitto è scomparsa. Il movente dell'omicidio potrebbe risiedere in una lite avuta da Semple con la fidanzata, oppure nelle voci che corrono su di una relazione che Semple avrebbe avuto con Harriet. O ancora, nella volontà da parte di qualcuno di danneggiare la squadra. A detta dei più, Semple era un violento e uno sbruffone, non certo un gentiluomo: ma trovare qualcosa di più concreto pare difficile. Interrogata, Harriet si è semplicemente messa a piangere.
L'indagine fa un passo avanti quando nei pressi del bar clandestino viene identificato il luogo dell'accoltellamento da cui partono due tracce di sangue: una conduce all'alloggio di Patten, che ammette di aver aiutato Semple a ricucirsi, malgrado l'antipatia nei suoi confronti, e l'altra all'albergo di Nobson. Questi nega ogni responsabilità, ma quando Crabtree, con l'aiuto di Rebecca, trova l'arma del delitto, la sua situazione si fa critica. Il coltello era stato nascosto in un bidone nei pressi dell'albergo, avvolto in un fazzoletto che reca le cifre di Nobson. Brackenreid è sconvolto per la piega assunta dall'indagine, Nobson tuttavia smette di rispondere alle domande. Non ammette e non nega nulla, tanto che Murdoch si dichiara certo del fatto che l'uomo stia proteggendo qualcuno: forse Gourlay, geloso di Harriet. Il ragazzo però racconta di essersi accordato con Semple per appianare in campo le loro divergenze: nega quindi di essersi vendicato in altro modo. Di lì a poco, durante un nuovo interrogatorio, alcune interessanti rivelazioni vengono finalmente da Harriet: la ragazza spiega che la presunta relazione con Semple in realtà è stata una violenza da lei subita. Si accusa dell'omicidio: dato che Semple continuava a minacciarla e a perseguitarla, impedendole di dimenticare il vergognoso evento, durante la festa si era armata con il coltello per difendersi. Le sue dichiarazioni relative alle modalità del delitto però non coincidono esattamente con le prove raccolte, quindi anche Harriet sta proteggendo qualcuno: non il fidanzato, già scagionato, bensì il fratello. Leland infatti, direttamente interrogato, finisce per ammettere la propria responsabilità. Affranto e preoccupato per lo stato d'animo di Harriet, la sera fatale le aveva tolto il coltello e aveva affrontato Semple, colpendolo accidentalmente durante la lite che ne era seguita. Si era poi rivolto a Nobson che per proteggere la squadra aveva accettato di coprirlo.
Poiché era al corrente dei fatti, anche Nobson subisce l'arresto: gli è però concesso di assistere alla partita di spareggio che viene rigiocata al termine dell'indagine. Con un gol decisivo di John Brackenreid, che ha finalmente trovato il coraggio e la determinazione per affermare in campo le proprie idee, vince il Galt. Per volontà dello stesso Nobson, che gli affida la squadra, sarà l'ispettore Thomas Brackenreid a partire per Saint Louis come allenatore.
- Altri interpreti: Charles Vandervaart (John Brackenreid), Shaun Smith (Andrew "Nobby" Nobson), Alice Snaden (Harriet Harcourt), Daniel Henkel (Leland Harcourt), Benjamin Sutherland (Jack Gourlay), Jake Foy (Wesley Patten), Melinda Michael (Esther Fields), Austin Duffy (Robert Semple), Jordan Cole e Dale Juno (giocatori di calcio)

## Il brutto anatroccolo
- Titolo originale: Painted Ladies
- Diretto da: Harvey Crossland
- Scritto da: Mary Pedersen

### Trama
Il cadavere di un uomo viene trovato sul lago, all'interno di una barchetta a forma di cigno. Il gestore dell'impianto racconta che l'uomo si era presentato verso le dieci della sera precedente, quasi all'ora di chiusura, promettendo di legare la barca al termine del giro. Era in compagnia di una bella ragazza bionda che si era allontanata per giocare con le anatre mentre lui pagava. La vittima viene identificata come Cameron Fellowes; in tasca ha un cosiddetto "biglietto di seduzione", uno di quei messaggi piccanti che le persone si scambiano per organizzare incontri informali, e sul viso presenta tracce di rossetto. L'autopsia rivela che la morte è dovuta ad avvelenamento da cianuro, la vittima però non lo ha ingerito. La moglie di Fellowes ha denunciato la scomparsa del marito; quando le viene comunicata la notizia della sua morte, rifiuta di credere all'esistenza della donna bionda e afferma che il biglietto è probabilmente uno scherzo di Robert Roth, un collega di Cameron. Interrogato, l'uomo rivela invece che Cameron aveva ricevuto il biglietto da una donna, all'interno di un locale notturno: lascia dunque intendere che all'insaputa della moglie l'amico si concedesse qualche scappatella.
Julia intanto ha ipotizzato che il cianuro fatale per Fellowes potesse essere contenuto nel rossetto della sua accompagnatrice, che dunque lo avrebbe letteralmente ucciso con un bacio, forse dopo averlo leggermente morso e avendo protetto le proprie labbra con uno strato di cera. Assieme a Murdoch si reca dunque nel negozio di cosmetici del signor Oscar Ducharme, da lei ben conosciuto, e l'uomo identifica senza difficoltà la tonalità del rossetto. Esita invece a fornire la lista delle acquirenti, che di solito chiedono discrezione data la fama equivoca di cui purtroppo i cosmetici ancora godono; alla fine però si convince e nella lista Murdoch trova il nome di Nina Bloom.
Allo Star Room Theatre tutte le ragazze - Nina, Lydia, Josie - ammettono di usare il rossetto; nessuna di loro però riconosce Cameron Fellowes. Nina afferma poi di non aver bisogno di mandare biglietti: sono gli uomini che li danno a lei; a riprova, mostra la sua nutrita collezione, causando a Crabtree un forte disagio. Per la morte di Fellowes comunque Nina ha un alibi: lo spettacolo, poi la serata passata proprio con George.
 Nel giro di poche ore vengono ritrovate altre due vittime: Robert Roth, il collega di Fellowes, e un certo signor Neilson. La signora Fellows viene trovata in possesso di un medicinale al cianuro, ma la quantità di veleno è troppo esigua; e ci sono tracce di cianuro nei rossetti di Nina che Murdoch ha requisito, ma nemmeno questo è un fatto insolito. Su Nina, che per le morti più recenti non ha alibi, rimane qualche sospetto, ma nulla di veramente concreto. Tuttavia George, che la difende costantemente, viene allontanato dal caso.
 Attraverso il tipografo che ha stampato i biglietti, gli investigatori scoprono che una donna ne ha ordinati dieci: ci sono dunque in giro altre sette potenziali vittime, ma la transazione è avvenuta per posta, quindi l'identità della donna rimane ignota. Alla ricerca di un legame con le altre vittime, gli investigatori scoprono che il signor Neilson era un uomo sgradevole, sempre pronto ad offendere. La sua attuale assistente, la signorina Petrie, racconta che la ragazza di cui ha preso il posto, una certa Doris Strachan, si era licenziata proprio a causa delle continue offese subite a proposito del suo poco attraente aspetto. Trasferitasi a New York, la polizia ritiene che la ragazza si sia suicidata, benché il corpo non sia mai stato ritrovato.
 Di lì a poco viene rinvenuta una quarta vittima: Morris Snider, un insegnante alle soglie della pensione. A parte il fatto che l'uomo è stato ucciso di giorno e non di notte, le altre circostanze sono del tutto simili a quelle delle morti precedenti. Tra le cose del professore viene trovata una foto ricordo con alcuni studenti, quelli della Classe del '94: ed è questa la traccia che mette finalmente gli investigatori sulla strada giusta. Nella foto compaiono infatti Robert Roth, Cameron Fellowes con la futura moglie Bessie, e una ragazza bruttina di origine costaricana che la signora Fellowes identifica come Doris Strachan, all'epoca spesso oggetto di scherzi e commenti crudeli. La stessa Doris Strachan che lavorava per Neilson. Fisicamente non c'è corrispondenza con la fantomatica donna bionda vista in compagnia delle vittime; Crabtree però, che ha notato la presenza di cigni in varie forme tanto nella foto quanto sulle scene dei delitti, ipotizza che come nella fiaba di Andersen la ragazza possa essere un ex brutto anatroccolo, decisa a vendicarsi di chi l'ha angariata. Con l'aiuto di Ducharme, Julia ricrea allora un possibile nuovo volto della ragazza, migliorato grazie ai cosmetici, e forse anche grazie all'applicazione della nascente chirurgia rinoplastica. Nel ritratto ottenuto Crabtree riconosce Josie, una delle ballerine dello Star Room. Anche se dovrebbe restar fuori dall'indagine, si reca al locale e con l'aiuto di Nina esegue un movimentato arresto. Durante il successivo interrogatorio Josie / Doris confessa e non mostra segni di rimorso: vendicandosi di coloro che l'avevano crudelmente ferita, è convinta di aver fatto la cosa giusta. E sentirsi finalmente desiderata è stato il momento più felice della sua vita.
Al termine dell'indagine Nina accetta di disfarsi della sua collezione di biglietti e appiana il contrasto con George.
- Altri interpreti: Kristian Bruun (agente Jackson), Nathan Hoppe (agente McNabb), Erin Agostino (Nina Bloom), Katy Breier (Lydia Hall), Thom Allison (Oscar Ducharme), Kate Corbett (Josie), Lindsay Barclay (Bessie Fellowes), Erin Eldershaw (Sadie Talbot), Jenny Weisz (signorina Petrie), Larry Mannell (Preston), Adam Rodness (Robert Roth), Scott McCrickard (Elmer), Alexandrea McGillis (signora Conway), Steve Jay (un canoista), Valerie Scannura (una cittadina)

In questo episodio non è presente il personaggio dell'ispettore Brackenreid, interpretato da Thomas Craig.

## Weekend con il morto
- Titolo originale: Weekend at Murdoch's
- Diretto da: Eleanore Lindo
- Scritto da: Jordan Christianson

### Trama
Due birdwatchers passeggiano nel bosco, parlando del loro hobby e del favoloso avvistamento di una sterna inca fatto da un collega pochi giorni prima. All'improvviso un uomo nell'ombra spara contro di loro, uccidendoli. Le vittime sono Alastair Plumlee e Gilford Harrison, due dei tre testimoni nell'imminente processo contro Rex Grey, accusato di aver assassinato il socio con un colpo di pistola. Il terzo testimone è Roger Newsome che date le circostanze va protetto da eventuali attentati. L'autopsia dimostra infatti che le vittime sono state uccise da lontano con un .45, un fucile di precisione: è dunque ipotizzabile che Grey abbia assunto un sicario. Interrogato, l'uomo nega tutto e si mostra ben poco preoccupato.
 Murdoch affida Newsome a Crabtree che, dati i precedenti poco felici nei suoi rapporti con l'irritante personaggio, vorrebbe essere esonerato; Murdoch però non accoglie le proteste dell'agente e si limita ad affiancargli Higgins come aiuto. Dopo un breve diverbio in strada con un certo Stanley Faber, che lo accusa di mentire, Newsome viene nascosto in una delle stanze del Windsor House Hotel. Qui, insofferente delle restrizioni e ben poco collaborativo, non fa che tediare gli agenti di guardia con la narrazione dei suoi traguardi ornitologici; è proprio in occasione dell'ormai celebre avvistamento della sterna inca, in Canada mai segnalata prima, che Newsome ha assistito all'omicidio, assieme ai due colleghi ormai morti. Gli agenti scoprono con costernazione che Newsome ha rivelato il proprio nascondiglio alla sorella Ruth; la donna si presenta infatti all'Hotel, creando ulteriori occasioni di scompiglio e mostrandosi piuttosto attratta da Higgins. Tornata la calma, Crabtree si allontana per ordinare il pranzo; in sua assenza Higgins si appisola e Newsome ne approfitta per uscire: vuole andare a farsi tagliare i capelli in vista della conferenza in cui dovrà presentare pubblicamente il suo avvistamento e la foto scattata nell'occasione. La polizia gli ha vietato l'evento, ma naturalmente Newsome intende fare di testa propria. Arrivato all'Hotel, Murdoch scopre la fuga di Newsome e lo rincorre in strada assieme a Crabtree; non riesce però a salvarlo: il sicario gli spara e Newsome muore in un angolo riparato, tra le braccia del detective. Le sue ultime parole sono: "Dite a George che avevo una visuale dall'alto". Crabtree tuttavia non sa a cosa si possano riferire.
 Poiché senza l'arma del delitto (mai ritrovata) e senza testimoni il Procuratore della Corona sarebbe costretto a rilasciare Grey, con il permesso della sorella gli investigatori decidono di fingere che Newsome sia ancora vivo. Julia taglia i capelli al cadavere, Rebecca lo trucca e Murdoch lo sistema in una speciale sedia a rotelle i cui meccanismi consentono di simulare movimenti del capo e delle braccia. A Louise Cherry Crabtree racconta che in seguito all'attentato Newsome ha perso l'uso delle gambe e sulla Toronto Gazette esce un articolo in tal senso. Sperando di stanare il sicario, Murdoch e Julia organizzano una finta cena con Newsome nelle loro stanze all'Hotel. Malgrado le finestre ben aperte non accade nulla; il killer però spara a Newsome mentre gli agenti stanno riportando il corpo nella ghiacciaia dell'obitorio: un altro colpo di fucile, questa volta dritto al cuore. L'assassino riesce a dileguarsi. Gli investigatori decidono di continuare nella finzione, facendo credere che Newsome indossasse un giubbotto protettivo. In seguito ad una leggerezza di Higgins, Louise Cherry scopre l'imbroglio ma Crabtree si assicura di nuovo la collaborazione della giornalista promettendole l'esclusiva al termine dell'indagine.
 L'ultima occasione per incastrare il sicario è ormai la presentazione ornitologica: Newsome viene comunque sistemato sul palco, ma fingendo che le costole rotte gli impediscano di parlare, il compito di narrare al pubblico lo straordinario avvistamento della sterna e di mostrare la foto viene affidato a Crabtree. Mentre il signor Faber rinnova rumorosamente le sue accuse nei confronti di Newsome, il sicario entra di nuovo in azione, colpendo il cadavere alla testa. Purtroppo durante la fuga rimane a sua volta ucciso e gli investigatori si ritrovano al punto di partenza, impossibilitati a perseguire Grey. La situazione si ribalta però grazie a Stanley Faber: ostinatamente deciso a dimostrare che Newsome aveva mentito, l'uomo si è introdotto nella sua abitazione e da lì ha trafugato una sterna impagliata che esibisce agli investigatori. Newsome aveva davvero imbrogliato, posizionando l'uccello tra i rami di un albero per fotografarlo e fingere l'avvistamento. Quando era poi salito sull'albero per recuperarlo e nasconderlo, doveva aver visto qualcosa di particolare: a questo si riferivano le sue ultime parole. Individuata la zona dove la foto è stata scattata, nelle vicinanze dell'albero Murdoch rinviene anche la pistola usata da Grey per sparare al socio: finalmente la Corona dispone di una prova concreta che consentirà di processare e condannare l'assassino.
Alla fine dell'indagine vengono celebrate le esequie di Roger Newsome e Crabtree, tenendo a freno i propri sentimenti, pronuncia l'elogio funebre. Poi adempie alla promessa fatta a Louise e le racconta l'intera storia.
Sull'onda dell'entusiasmo Julia vorrebbe iniziare a dedicarsi al birdwatching, ma si scontra con l'assoluto disinteresse di Murdoch, per il quale gli uccelli sono roba troppo comune.
- Altri interpreti: Cyrus Lane (Roger Newsome), Siobhan Murphy (Ruth Newsome), Bea Santos (Louise Cherry), Geordie Johnson (Procuratore della Corona Daniels), Cliff Saunders (Stanley Faber), Marc Hickox (Rex Grey), Ash Catherwood (Gilford Harrison), Ron Kennell (Alastair Plumlee), Kristian Truelsen (il giudice)

In questo episodio non compare il personaggio dell'ispettore Brackenreid (Thomas Craig).

## Un tipo impetuoso
- Titolo originale: Excitable Chap
- Diretto da: Cal Coons
- Scritto da: Simon McNabb e Peter Mitchell

### Trama
Il signor Peregrine Fawkes si è appartato in auto con la sua ragazza; all'improvviso la coppia viene assalita da un individuo ringhiante, mascherato con cappello, mantello e occhiali da sole, benché sia notte. Malmena lui, palpeggia e bacia lei, poi si dilegua. La polizia sa di chi si tratta: è l'Ombra, un misterioso individuo che, agendo in una zona abbastanza ristretta, si è già reso responsabile di numerosi incidenti e piccoli furti. È tornato a colpire dopo tre settimane di pausa.
 Nel frattempo l'ispettore Brackenreid è tornato da St. Louis, dove la squadra di calcio da lui guidata ha vinto l'oro olimpico. Là ha potuto visitare anche la Fiera Mondiale in compagnia del geniale inventore James Pendrick, che gli ha fatto da guida. Dopo l'avventura vissuta in Louisiana, Brackenreid sente tutto il peso del ritorno ad una vita ben più ordinaria; lo conforta soltanto il buon rapporto di profonda amicizia che (con una certa perplessità da parte di Murdoch) sembra aver stabilito proprio con Pendrick. In nome di tale amicizia Brackenreid ha addirittura riportato a Toronto due spade giapponesi che Pendrick ha acquistato all'estero.
 La situazione causata dalle aggressioni da parte dell'Ombra sembra più seccante che veramente grave, finché non si verificano due fatti: Margaret Brackenreid viene aggredita nella propria abitazione da cui vengono anche trafugate le spade di Pendrick, che l'ispettore non aveva ancora riconsegnato. Inoltre si ha una prima vittima: Gerard Waldkirch, il cosiddetto "re delle salsicce": il suo chiosco è stato devastato e l'uomo, piuttosto noto in città, è stato ucciso con un'arma da taglio. Sotto le unghie gli vengono trovati frammenti di pelle, dunque è riuscito a graffiare il suo assassino. Waldkirch era uno dei fornitori di Pendrick e l'assistente dell'inventore, la bella Ashmi, dice che il commerciante aveva già avuto problemi in passato: qualcuno ce l'aveva con lui. Non si sa chi, ma i testimoni affermano che l'aggressione fatale è opera dell'Ombra.
 Parlando con Pendrick, Brackenreid scopre di non aver soltanto riportato in Canada le spade; a sua insaputa in realtà ha contrabbandato ciò che nelle spade era nascosto: una fiala di guaranà, una speciale varietà reperibile solo a Panama, utile a Pendrick per le sue sperimentazioni. Aiuta la concentrazione e combinato con una formula di sua creazione porta in sostanza alla possibilità di espandere l'intelligenza. Il composto, che Pendrick ha chiamato Jumper, risulta sparito; cosa preoccupante: se cadesse nelle mani sbagliate potrebbe causare la nascita di una sorta di "supercattivo". Alla luce di tutto ciò gli investigatori iniziano a chiedersi se davvero il ladro e l'assassino siano una persona sola: quale può essere infatti il legame tra "il re delle salsicce" e il Jumper? Le cose si complicano quando l'Ombra fa la sua ennesima apparizione allo Star Room Theatre, qualche tempo dopo che Lydia Hall ha dichiarato di esser stata aggredita e di aver ferito il bruto con uno spillone. Grazie a Nina, questa volta l'Ombra viene fermata e smascherata: con stupore, si scopre che si tratta di James Pendrick. Causa del suo bizzarro comportamento è il Jumper, di cui l'inventore aveva una fiala di riserva: nel tempo il composto ha sì aiutato la sua creatività, ma ha anche provocato vari effetti collaterali: Pendrick ha momenti di vuoto e in sostanza non si è reso conto di essere l'Ombra finché non si è bruscamente risvegliato. Tuttavia sul suo corpo non ci sono graffi o ferite, tranne il segno dello spillone, quindi non è lui l'assassino di Waldkirch.
 Nel tentativo di fargli recuperare la memoria, gli investigatori somministrano a Pendrick un'altra dose di Jumper. Il farmaco però è davvero potente e Pendrick, dopo essersi addormentato e risvegliato più volte, con momenti di frenetica attività, finisce per fuggire. Lo inseguono Brackenreid e Murdoch, ma quest'ultimo si trova poi a fronteggiare e ad arrestare una seconda Ombra: il vero assassino, un ristoratore in competizione con Waldkirch che però non ha nulla a che fare con il furto del composto.
 Riguardo a ciò, la situazione si chiarisce qualche giorno più tardi. Accusato di piccoli furti e molestie, Pendrick è stato solamente ammonito ed è tornato al lavoro nel suo laboratorio. Quasi per caso ha scoperto che il Jumper è in grado di prolungate il ciclo vitale di alcuni microrganismi: potrebbe dunque essere il punto di partenza per arrivare alla mitica Fonte della giovinezza. Ma la sua assistente Ashmi gli ha rubato gli appunti e tutto il lavoro svolto; è lei la vera ladra del composto, aveva pianificato tutto sin dall'inizio. Ora è in fuga verso Panama, dove intende certo procurarsi altro guaraná di tipo speciale. Pendrick si prepara ad inseguirla e chiede a Brackenreid di andare con lui; tentato dalla nuova avventura, l'ispettore accetta con entusiasmo.
 Purtroppo non per tutti le cose vanno altrettanto bene. Durante l'indagine, con il pretesto di ottenere informazioni esclusive, la giornalista Louise Cherry si è molto avvicinata a Crabtree, che è comunque rimasto fedele a Nina. Quest'ultima però, fraintendendo i fatti, decide di lasciare George.
- Altri interpreti: Arwen Humphreys (Margaret Brackenreid), Kristian Bruun (agente Jackson), Peter Stebbing (James Pendrick), Erin Agostino (Nina Bloom), Katy Breier (Lydia Hall), Bea Santos (Louise Cherry), Glenda Braganza (Ashmi), Andrew Di Rosa (Peregrine Fawkes), Teagan Vincze (Estephanie), Joe Di Mambro (Ernest), Liz Johnston (una donna), Katriina Isberg (dottoressa Karlsson)

## C'era una volta il Natale di Murdoch
- Titolo originale: Once Upon a Murdoch Christmas
- Diretto da: T. W. Peacocke
- Scritto da: Paul Aitken, Carol Hay e Michelle Ricci
- Altri interpreti: Kristian Brunn (agente Jackson), Arwen Humphreys (Margaret Brackenreid), Frank Moore (Lance Henderson), Joel Keller (Marlin Edwards), Jeni Ross (Vicky Parsone), Gage Munroe (Stephen Taylor), Makenna Beatty (Rosie Taylor), Rain Clews-Fehr (Davey Taylor), Miles Faber (Robert Fields), Paul Van Dyck (Gregory Heckenbush), Rainbow Sun Francks (Stanley Garrity), Brian Hamman (Zavier Owens), Joanna Douglas (Wendy Nelson), Stephanie Moore (signora Blackwood), Rufus Crawford (Morton Witsel), Robin Cunningham (il vagabondo), Ellen Dubin (Amelia Haversham), Matthew Donovan (Lewis Branaugh), Herbie Barnes (l'edicolante), Jennifer Foster (una cliente), Patty Sullivan (ragazza nel negozio), Eamon Hanson (monello), Gary Douglas, Stephen J. Macdonald, David Farant, Sean Gallagher, Chris Golovchenko e Stephen Vincelli (il coro degli agenti), Robert Longo, Peter M. Wright, Randy Thomas, Steven Holmberg e Thomas Saunders (il coro dei dirigenti), Phil Borg (un dirigente)
- Tra le comparse, vari membri del vero Esercito della Salvezza.[13]

## La voce del diavolo
- Titolo originale: The Devil Inside
- Diretto da: Eleanor Lindo
- Regia dei flashbacks inseriti: Cal Coons, John L'Ecuyer, Laurie Lynd, Don McCutcheon e Michael McGowan
- Scritto da: Paul Aitken
- Sceneggiatura dei flashbacks inseriti: Larry Lalande, Philip Bedard, Carol Hay, Peter Mitchell e Graham Clegg

### Trama
Nella stanza di una misera pensione Murdoch trova due cadaveri con la gola tagliata e un uomo in stato confusionale che si accusa degli omicidi, affermando di averli commessi per ordine del Diavolo. Le vittime vengono poi identificate come Robert Wilcox e Gerrard Berkeley, due persone normali che non si conoscevano e non avevano nulla in comune. L'uomo invece è Jacob Foley: esaminato da Julia, racconta che il Diavolo gli è entrato nel petto e vive nella sua testa. E il Diavolo di cui sente la voce ha un nome: James Gillies. Julia è turbata ma anche incuriosita: Gillies è morto, cosa si propone allora di ottenere Foley con le sue dichiarazioni? Vuole evitare la forca? Ostacolare l'indagine?
 La voce chiede più volte di parlare con Julia e con William, provocandoli. Murdoch è convinto si tratti di una messinscena, tuttavia la voce che parla attraverso un sempre più disperato Foley rievoca con precisione molti fatti del passato. Ad esempio il primo incontro con il detective nell'aula dell'Università, al tempo in cui Gillies assieme al collega Robert Perry credeva con arroganza di aver commesso il delitto perfetto, ma in modo subdolo e brillante era poi stato sconfitto da Murdoch. Gillies dice che lui e Perry sono insieme all'inferno: ora è tornato per portare con sé anche Murdoch.
 La voce usa parole e frasi tipiche di Gillies che Julia e Murdoch riconoscono senza fatica. Tuttavia i fatti rievocati sono in genere contenuti nei documenti pubblici relativi ai processi subiti dal criminale, e non è escluso che Foley ne sia venuto a conoscenza. Murdoch chiede dunque a Foley di raccontare qualcosa di inedito che possa provare la veridicità delle sue affermazioni: la voce che parla attraverso di lui rievoca allora l'ultimo colloquio tra Gillies e Julia, avvenuto sul treno per Kingston, quando pur essendo già sulla via per la forca il criminale aveva minacciato di tornare. Le parole e i fatti, noti soltanto a Julia che non li ha mai rivelati a nessuno, sono estremamente precisi. Escludendo una reale possessione, la dottoressa ne deduce necessariamente che Gillies sia ancora vivo e che si stia servendo di Foley. Non è chiaro però quale sia il suo obiettivo; Gillies ha finto con molto impegno di essere morto, ma non è scomparso: è tornato. La situazione rende molto nervoso Murdoch, che teme soprattutto per Julia e che, contrariamente al suo carattere, si spinge addirittura a malmenare Foley. Durante un ennesimo colloquio la voce invita Murdoch a giocare, come nel passato: il detective è già in possesso di indizi per procedere, deve solo individuarli. All'improvviso Foley, tormentato dalla voce, ha un violento attacco di furia, riesce a fuggire dalla sala interrogatori, sottrae l'arma ad uno degli agenti e, prima che Murdoch possa fermarlo, si spara alla tempia morendo sul colpo. Durante l'autopsia Julia e Rebecca fanno una scoperta interessante: nel corpo dell'uomo era stato impiantato un magnete con una bobina, collegato a un qualche apparecchio trasmettitore, letteralmente in grado di fargli risuonare nel cranio la voce demoniaca. Rintracciati l'inventore e il costruttore dell'apparecchio, Murdoch ha la conferma che l'acquirente, sotto mentite spoglie femminili, sia stato proprio James Gillies. Alla Stazione di Polizia trova anche un microfono con cui il criminale ha potuto seguire gli interrogatori di Foley.
 Proseguendo nelle sue riflessioni, Murdoch scopre finalmente gli indizi promessi: i cognomi delle vittime della pensione - Wilcox e Berkeley - sono anche i nomi di due vie cittadine al cui incrocio sorge la casa dove ancora abita Veronica Bowden, la ragazzina un tempo rapita da Gillies per attirare la sua attenzione. Là Murdoch, come già in passato, trova una bambola parlante, il cui messaggio fa temere per la sorte di Julia. Precipitatosi al Windsor House Hotel, trova effettivamente il redivivo Gillies che però non sta minacciando Julia (rimasta all'obitorio e ignara di tutto), bensì Roland, il bambino un tempo adottato dai Murdoch e in seguito restituito al padre naturale. Dopo la caduta dal ponte con cui ha inscenato la propria morte, Gillies ha il volto devastato ed è in pessime condizioni fisiche; soffre dolori atroci e gli oppiacei servono solo ad offuscare la sua magnifica mente, quindi chiede al detective - per lui oggetto di ammirazione e passione - di ucciderlo. Dopo aver esitato a lungo Murdoch, esasperato, finisce per sparare: ma scopre che dalla sua pistola sono stati tolti i proiettili. Gillies continua a giocare e cambia idea: non vuole più morire, ha ritrovato l'entusiasmo e intravede nuovi obiettivi, altre inquietanti cose da fare. Murdoch però ha ha un'arma nascosta di riserva e gli spara una seconda volta, colpendolo. Il proiettile è di gomma, e Gillies rimane solo tramortito.
 Di lì a qualche tempo James Gillies finisce finalmente sulla forca, dove già più volte Murdoch aveva sperato di vederlo. E durante la successiva autopsia Julia, come si era ripromessa, asporta dal suo cadavere il cervello, per farne oggetto di studio. Ascolta After the Ball sul suo grammofono e pare finalmente serena.
- Altri interpreti: Michael Seater (James Gillies), Georgina Reilly (dottoressa Emily Grace), Mark Rendall (Jacob Foley), Veronica Denson (Veronica Bowden), Sarah Manninen (Verna Bowden), William Matthews (Reginald Fessenden), Marc Bendavid (Robert Perry), Ted Atherton (professor Albert Godfrey), Davis Schurmann (giudice Matthews), Colin Price (signor Harding)

## Un mistero canino
- Titolo originale: A Murdog Mystery
- Diretto da: Don McCutcheon
- Scritto da: Lori Spring

### Trama
Brackenreid e James Pendrick sono ancora in viaggio; le più recenti notizie li danno a L'Avana, in procinto di raggiungere Panama. In assenza dell'ispettore, Murdoch prende il suo posto come vice, e il vuoto d'organico viene momentaneamente colmato dal detective Watts che a causa del suo bizzarro carattere ha finito per lasciare la Stazione n°.1.
 Il primo caso di cui Murdoch deve occuparsi come responsabile non è certo ciò in cui aveva sperato: la morte sospetta di Horace, l'amatissimo cane della signora Edith Frizzel. Inizialmente Murdoch avrebbe intenzione di accantonate la cosa, giudicandola irrilevante; la signora Frizzel però è la cognata del sindaco, da cui arrivano pressioni, e in breve il caso diventa ufficiale. L'autopsia condotta da Julia dimostra che in effetti qualcosa di strano c'è: il cane è stato avvelenato con stricnina mescolata a Veronal, così da non farlo soffrire. Horace doveva partecipare ad un'esposizione canina che a detta di Edith avrebbe vinto, proiettandosi così verso la successiva e prestigiosa competizione, in programma a New York. I principali sospetti per la sua morte sono dunque i proprietari degli altri cani iscritti all'esposizione; Murdoch ha occasione di conoscerli tutti durante il funerale di Horace, a cui partecipa gran parte della élite cittadina. Ci sono i signori Melrose e Christopher, e c'è la signorina Ruth Newsome, nuova nell'ambiente degli allevatori, che ha dato al suo cane il nome del defunto fratello Roger. È presente anche Beaumont Stoddard, il cui cane Pistache, una femmina di labrador retriever, è ormai il più quotato per la vittoria. Al suo fianco Michael Dubois, il nuovo addestratore. Stoddard porge le proprie condoglianze ma la signora Frizzel, che lo ritiene responsabile della morte di Horace, lo fa allontanare. I due si scontrano di nuovo qualche tempo dopo, quando all'esposizione Dubois ha un malore e cade a terra vomitando: anche lui è stato avvelenato, dopo aver assaggiato il cibo di Pistache, e Stoddard aggredisce Edith Frizzel, addossandole la colpa. Stoddard viene fermato e in assenza di Dubois, ricoverato in ospedale, Pistache rimane affidata alla Stazione n°.4. Mentre la portano a fare una passeggiata, Crabtree e Higgins si fermano al pub Tipsy Ferret e lì sedano una lite: un uomo che si autodefinisce lo Storico accusa il barista di avergli rubato il suo diario di viaggio. Distratti dalla momentanea fuga di Pistache, i poliziotti non approfondiscono la questione. Di lì a poco il cane torna spontaneamente e conduce Murdoch al cadavere di Stoddard: l'uomo è morto da circa un'ora, colpito con un'arma da taglio poi identificata con un paio di forbici da toelettatura. Per l'avvelenamento di Dubois gli allevatori hanno tutti un alibi più o meno solido, ma per la morte di Stoddard la situazione è più confusa: Edith Frizzel ha sepolto con Horace tutte le sue cose; Christopher dichiara di non usare forbici per il pelo del suo cane, ma solo spazzole; le forbici di Ruth Newsome non mostrano tracce di sangue e quelle di Melrose risultano scomparse. Quando però nella ferita di Stoddard viene trovato un pelo appartenente a Roger, la signorina Newsome ammette di aver preso le forbici di Melrose perché aveva perdute le sue. Dunque le forbici di Ruth sono l'arma del delitto; avvelenatore e assassino potrebbero essere o meno un'unica persona, ma i due crimini sono senz'altro legati alla competizione. Quando Rebecca trova nel contenuto dello stomaco di Dubois tracce di stricnina mista ad ipecac, un emetico, Murdoch capisce che il colpevole è lo stesso Dubois: ha ucciso Horace per favorire la vittoria di Pistache e ha trafitto Stoddard che lo aveva scoperto. Il suo avvelenamento era ovviamente un depistaggio. Dubois, ormai uscito dall'ospedale, tenta la fuga; Murdoch però gli sguinzaglia dietro Pistache e lo arresta.
 In mancanza di altri che possano farlo è poi Murdoch che accompagna Pistache durante l'esibizione. Inizialmente seccato di doversene occupare, il detective ha finito per affezionarsi al cane. Non può però tenerlo, quindi Julia convince la signora Frizzel ad adottare Pistache al posto dello scomparso Horace.
 Nel frattempo il detective Watts non è rimasto con le mani in mano: con l'autorizzazione di Murdoch, ancora piuttosto scettico sulle reali capacità del detective, ha preso come assistente l'agente Jackson e insieme a lui ha iniziato ad indagare sulla sparizione di numerose donne, avvenute negli ultimi anni. I due trovano tracce di una misteriosa donna bionda vista in compagnia delle scomparse, ma l'indagine procede a rilento.
 Durante uno dei loro giri di ronda nei vicoli Crabtree e Higgins incontrano di nuovo lo Storico: ancora alla ricerca del proprio diario, l'uomo fa criptici accenni alla storia futura del Canada, poi si allontana.
- Altri interpreti: Kristian Bruun (agente Jackson), Daniel Maslany (detective Llewellyn Watts), Joy Tanner (Edith Frizzel), Rick Miller (Beaumont Stoddard), Siobhan Murphy (Ruth Newsome), James Kall (Michael Dubois), Darryl Hinds (Sebastian Melrose), Justin Collette (Buck Christopher), Alan Doyle (lo Storico), Mark Burgess (il prete), Ross Baker (l'annunciatore), Nug Mamrgong (il barista), Colin Price (signor Harding)

Anche in questo episodio è assente il personaggio dell'ispettore Brackenreid (Thomas Craig)

## Lo scomparso
- Titolo originale: The Missing
- Diretto da: Renuka Jeyapalan
- Scritto da: Maureen Jennings

### Trama
Negli ultimi vent'anni, una volta l'anno, la ricca e anziana Adelia Gordon ha pubblicato sui giornali locali un annuncio per ritrovare il nipote scomparso, Adam. In genere le si presentano vari giovanotti, che però non possiedono le giuste caratteristiche. Quando all'annuncio risponde un certo Albert Slaight le cose cambiano: il ragazzo è timido ed esitante, ha ricordi confusi, ma pensa di poter essere il vero Adam perché da sempre è in possesso di un oggetto che esibisce di fronte alla signora Gordon, la riproduzione dello stemma di famiglia. Felice ed emozionata, Adelia si mostra disposta a credergli; non così l'altro nipote Jonah Foster, il fratellastro di Adam, che temendo per l'ingente patrimonio dei Gordon coinvolge la polizia. Crabtree conosce il caso: per il bambino era stato richiesto un riscatto - mai ritirato - di 500 dollari, e dopo la scomparsa, di Adam si era persa ogni traccia. Tutti, compreso Jonah che all'epoca aveva quindici anni, lo avevano creduto morto.
 Il possibile ritorno di Adam scatena l'interesse della stampa e anche Louise Cherry fa di tutto per riavvicinarsi a Crabtree e carpirgli qualche esclusiva informazione; George però, pur senza essere scortese, le tiene testa.
 Albert/Adam racconta di essere stato adottato; i suoi genitori erano girovaghi e lui stesso per vivere ha fatto l'intrattenitore, con piccoli trucchi e lettura della mano. Julia esamina il ragazzo alla ricerca di convergenze fisiche o prove mediche significative, ma non trova nulla di conclusivo. Adam sembra fare qualche progresso: nella vecchia stanza dei giochi riconosce i suoi soldatini preferiti e di fronte ad un ritratto recupera alcuni ricordi dei genitori Peter e Rachel, la cui morte lo aveva condotto ad essere affidato alla nonna: tuttavia questa parte della storia di famiglia è ben documentata, quindi non è sufficiente per una sicura identificazione. La situazione si complica ulteriormente quando tra i vecchi documenti sul caso raccolti da Foster viene trovata una rozza piantina che conduce gli investigatori ad una fossa scavata nel bosco. Lì vengono rinvenute ossa umane assieme ai resti di un completo da marinaretto: l'età corrisponde, potrebbe trattarsi di Adam. Si scopre che all'epoca della scomparsa un certo Irving Moses aveva occupato abusivamente un terreno da quelle parti e un vicino (ormai deceduto) aveva testimoniato di averlo visto aggirarsi e scavare. Purtroppo anche Moses risulta scomparso: né la sorella Edna Bergman né il figlio di lei, Al, sanno dove possa essere. La donna dice di aver ricevuto una lettera in cui il fratello preannunciava il proprio ritorno con buone notizie, ma l'uomo non è mai arrivato. Gli investigatori verificano che Moses è scomparso dopo aver preso il treno da Chatam e poco più tardi ne trovano il corpo lungo i binari. L'uomo è morto da tre o quattro giorni; era ubriaco ed è impossibile dire se sia semplicemente caduto o se sia stato spinto, però sotto le sue unghie ci sono fibre che lasciano pensare ad un'azione di difesa.
 Nel frattempo Rebecca ha stabilito che le ossa trovate nel bosco non sono di Adam: segni di rachitismo, la mancanza di capelli e la morte dovuta a consunzione fanno pensare piuttosto ad un orfano indigente. Con caparbietà la ragazza continua le ricerche e presso l'orfanotrofio di St. Judas trova ciò che sperava: all'epoca dei fatti il corpo di un bambino morto di nome Johnny Scott era stato reclamato da qualcuno, forse un parente, un uomo i cui connotati corrispondono a quelli di Irving Moses. Sembra insomma che Moses si fosse dato da fare, seppellendo un corpo per convincere qualcuno della falsa morte di Adam.
 Durante una battuta di caccia in cui Jonah Foster si è ritrovato da solo con il sedicente Adam Gordon, quest'ultimo viene ferito da un colpo partito dal fucile del fratellastro. Sembra davvero trattarsi di un incidente, ma di lì a poco si scoprono particolari che mettono in luce varie responsabilità. La valigia che dovrebbe appartenere al defunto Irving Moses è troppo elegante; una perquisizione nella stanza di Adam, arrivato in città con lo stesso treno preso da Moses, dimostra che le valigie dei due sono state scambiate. Quindi è il sedicente Adam che ha ucciso Moses, buttandolo dal treno dopo esser venuto a conoscenza dei particolari sul rapimento di Adam Gordon. Grazie ad una lettera trovata nella valigia di Moses, Al Bergman viene riconosciuto come il vero Adam; il giovane recupera ricordi sufficienti ad identificare Jonah Foster come l'uomo che un tempo lo aveva preso e consegnato ad un altro uomo. Con la sua testimonianza Murdoch è finalmente in grado di ricostruire a sua volta la vecchia storia: spinto da gelosia e avidità, Foster aveva ingaggiato Moses per far sparire Adam; Moses però aveva protetto il bambino e lo aveva consegnato alla sorella. Ora Jonah Foster e il falso Adam, gravati da vari capi d'accusa, finiscono in celle contigue. Rebecca invece, triste ma anche sollevata, può finalmente dare a Johnny Scott una degna sepoltura.
 Mentre Murdoch e gli altri si dedicavano al caso Gordon, il detective Watts e l'agente Jackson continuavano la loro indagine sulle donne scomparse. Watts confessa che la sua ostinazione è dovuta a motivi personali: il dolore per la sorella sedicenne, scomparsa tanto tempo prima e mai ritrovata. Jackson, che ha perduto la moglie morta tra le sue braccia solo due anni prima, è in grado di comprenderlo e gli offre il suo pieno appoggio. Insieme i due riescono finalmente ad identificare la fantomatica donna bionda, vista aggirarsi nelle zone della città devastate dall'incendio, in compagnia di un paio donne scomparse, Natalie Sikes e Lynn Clark. Si tratta di Muriel Bruce: il marito Norman afferma di non avere più sue notizie da quando la donna si era mossa per rintracciare Caroline McGovern, una cugina. Per ora Watts e Jackson non riescono a sapere di più.
- Altri interpreti: Kristian Bruun (agente Jackson), Daniel Maslany (detective Llewellyn Watts), Bea Santos (Louise Cherry), Deborah Grover (Adelia Gordon), Rohan Mead (Adam Gordon), Anton Chevrier (Adam Gordon da bambino), Jeff Geddis (Jonah Foster), Christopher Calvelli (Jonah Foster da bambino), Gordon Hecht (Albert Slaight), Jane Sowerby (Edna Bergman), Danny Waugh (Breydon O'Donnell), Jonathan Robbins (Norman Bruce), Maria Syrgiannis (Bertha Waters), Ray Francis (un impostore)

Anche in questo episodio è assente il personaggio dell'ispettore Brackenreid (Thomas Craig).

## Il vicinato del signor Murdoch
- Titolo originale: Mr. Murdoch's Neighbourhood
- Diretto da: Jill Carter
- Scritto da: Carol Hay

### Trama
William e Julia seppelliscono un corpo nel loro terreno vicino al fiume. Ma c'è una spiegazione per lo strano evento: sei mesi più tardi la dottoressa Ogden organizza un'esercitazione forense congiunta fra polizia e futuri coroner: conduce al terreno gli agenti Crabtree, Higgins e Jackson con tre studentesse dell'Ontario College, Rebecca, Katherine Roy e Anne Baxter. È Jackson che individua la fossa, vincendo una scommessa fatta con i colleghi, poi il gruppo inizia i rilievi di rito. Il corpo disseppellito risulta essere quello di un uomo alto circa un metro e ottanta, fra i trenta e i quarant'anni, abituato ai lavori manuali. C'è solo un problema: quello trovato non è il corpo donato alla scienza che Julia intendeva usare per l'esercitazione; l'uomo è stato ucciso, picchiato a morte con un martello, malgrado i suoi tentativi di difesa, e si stima che il corpo sia lì da circa un anno. Bisogna dunque dargli un'identità e scoprire dove sia finito il corpo sepolto da Julia. Della ricerca sul campo si occupano l'agente Jackson e la dottoressa Baxter: i due trovano effettivamente un altro corpo, ma ancora non è quello giusto: è di nuovo un uomo, però è stato ucciso con un'arma da fuoco.

Murdoch inizia a fare qualche ricerca sul suo appezzamento, vendutogli da un certo Dawson, uno dei tanti affaristi che avevano fatto incetta di terreni dopo l'inizio della colonizzazione nell'area a Nord della città. Alvin Nash, che con moglie e figlia vive nel terreno confinante, afferma di aver visto Dawson aggirarsi lì intorno di notte; circa due anni prima avrebbe scaricato qualcosa dal proprio carro. Interrogato, Dawson nega di sapere degli omicidi e giustifica i suoi movimenti notturni con la passione per l'astronomia. Per lui il terreno era un investimento, nulla di più.
 Nel frattempo Jackson e Anne Baxter continuano le ricerche. I due sembrano aver sviluppato un ottimo rapporto, non solo professionale. Si piacciono, parlano con facilità e Jackson ha modo di apprezzare le doti umane di Anne quando dietro sua richiesta la dottoressa gli spiega in cosa consiste l'idropisia, il disturbo di cui è morta sua moglie. Nessun altro medico si è mai scomodato a fare altrettanto, dando per scontato che a Jackson non interessasse, o che non avrebbe capito. Anne invece, rispettando il suo dolore, conquista la stima e l'affetto dell'agente, che dal quel momento chiamerà per nome: Augustus, o meglio "Gus". I due trovano un terzo corpo, quello di un altro uomo trafitto con un forcone. Di lì a poco viene rintracciato anche il corpo sepolto da Julia, ma ormai il terreno di Murdoch è diventato una scena del crimine e i costruttori devono rimandare il previsto inizio dei lavori per la casa.
 L'unica traccia utile per dipanare il mistero è stata forse fornita da Dawson che durante l'interrogatorio ha fatto il nome di certi Hobbins, una famiglia nota in zona per la lunga serie di violenze perpetrate a partire dal loro arrivo dall'Inghilterra, nel 1870. I due figli maschi risultano incarcerati a Kingston, dove devono scontare due anni per illecito traffico di alcolici; potrebbero essere loro i responsabili degli omicidi. Mentre le dottoresse analizzano la linea temporale delle uccisioni, in base ai dati ricavabili dalle sepolture nei vari tipi di terreno, Crabtree scopre che in realtà non c'è traccia dei fratelli Hobbins, né al penitenziario né altrove. Si finisce per concludere che i corpi abusivamente sepolti, in tempi più brevi di quanto si fosse pensato, sono proprio quelli degli Hobbins: il padre e i due figli.
 Il vecchio direttore del carcere, Cameron Smith, sta per morire e interrogato da Murdoch si risolve a confessare di aver distrutto la documentazione e di aver consegnato gli Hobbins ad Alvin Nash, da lui conosciuto in sanatorio due anni prima. Gli Hobbins erano responsabili di un incendio doloso in cui era arso vivo il figlio quattordicenne di Nash: non avendo ottenuto giustizia dalle istituzioni, l'uomo aveva deciso di provvedere in prima persona e Smith era stato lieto di aiutarlo. Arrestato, Nash confessa senza mostrare rimorso e consegna le armi usate per i delitti. Ulteriori analisi sulla linea temporale gli forniscono però un alibi e lo scagionano: al tempo delle uccisioni Nash si trovava ancora in sanatorio. I veri responsabili che ha tentato di coprire sono sua figlia Dorothy e altri due vicini, Biggs e Walsh: tre assassini da altrettante famiglie vittime delle violente angherie degli Hobbins.
 Seppur a malincuore, Murdoch deve arrestare i colpevoli. Tuttavia, a causa della tacita ma chiarissima ostilità da parte dell'intero vicinato, il detective sente di trovarsi in una difficile posizione; ne parla con Julia, che prova un uguale disagio, e con lei finisce per concordare sull'opportunità di andare a vivere altrove. Il loro terreno viene di nuovo messo in vendita.
 Nel frattempo il detective Watts ha continuato l'indagine sulle donne scomparse. Dal signor Bruce, ancora addolorato e angustiato per la scomparsa della moglie Muriel, ha ottenuto il permesso di cercare tra le cose della donna ed ha trovato un libro sulla mitologia greca che pare interessante.
 L'agente Crabtree per parte sua è sempre più vicino a Louise Cherry e fa controllare a Sam Bloom un'auto che la donna vorrebbe comprare, così da assicurarsi che si tratti di un buon affare. Per sdebitarsi, Louise scrive un lusinghiero articolo che porta ad un incremento notevole nell'attività dell'officina.
- Altri interpreti: Kristian Bruun (agente Jackson), Daniel Maslany (detective Llewellyn Watts), Bea Santos (Louise Cherry), Sean Connolly Affleck (Samuel Bloom), Laurie Murdoch (Alvin Nash), Natalia Payne (Dorothy Nash), Bonnie Gray (Mavis Nash), Clare Stone (Anne Baxter), Erin Carter (Katherine Roy), Jeff McEnery (Barry Biggs), James Byron (Frank Walsh), Jonathan Robbins (Norman Bruce), Robert Verlaque (Cameron Smith), Jerry Rector (Horace Dawson), Amy Matysio (Minnie Hobbins), Colin Paradine (il costruttore)

In questo episodio è ancora assente il personaggio dell'ispettore Brackenreid (Thomas Craig).

## Da Murdoch all'eternità
- Titolo originale: From Murdoch to Eternity
- Diretto da: Jill Carter
- Scritto da: Simon McNabb

### Trama
Murdoch organizza una presentazione; tutti pensano che parlerà di qualche argomento noioso come le impronte digitali, ma ciò che il detective ha da dire è molto più interessante. Murdoch infatti afferma di aver portato a termine il lavoro di James Pendrick, morto tragicamente in Centroamerica dopo aver recuperato e poi di nuovo perduto la sua formula. Ha perfezionato la formula stessa con la creazione di un additivo e il nuovo composto, da lui chiamato Pendrinina, promette di donare l'eterna giovinezza. A riprova del fatto Murdoch esibisce sul palco l'ispettore Brackenreid, ormai tornato a casa: è in ottima forma e dimostra una trentina d'anni in meno rispetto a quando era partito. L'intenzione di Murdoch è quella di vendere la formula per cento milioni di dollari ad un unico acquirente che possa poi investire in una produzione da diffondere a livello mondiale. In breve le richieste si moltiplicano.
 Dopo qualche esitazione, il nuovo Brackenreid viene accettato tanto dai suoi uomini quanto dalla moglie Margaret. Crabtree invece è gravemente perplesso riguardo allo strano comportamento di Murdoch, che pare interessato solo a monetizzare la scoperta, trascurando del tutto la morte di Pendrick, dovuta probabilmente ad un omicidio. L'agente scopre che sul fatto esistono documenti in spagnolo e li traduce con l'aiuto di Louise, che conosce la lingua grazie alle origini della nonna: Pendrick è stato avvelenato ed è morto in una ventina di minuti dopo aver manifestato vari sintomi, tra cui la repentina caduta dei capelli. Il caso resta aperto perché il presunto responsabile risulta fuggito dal Paese: un uomo noto con lo pseudonimo di P. D. Lion, evidente richiamo a quel Juan Ponce de León che secondo la leggenda nel XVI secolo aveva cercato la Fonte della giovinezza. Turbato dal fatto che Murdoch abbia sostanzialmente mentito, Crabtree continua le ricerche e senza volere finisce per mandare a monte un abboccamento tra il detective e il presunto omicida, che riesce a fuggire in sella ad una motocicletta elettrica. Murdoch spiega finalmente che la pozione non funziona; quella che ha montato è una trappola per l'assassino. E l'ispettore Brackenreid, in quei giorni nascosto nel vecchio laboratorio di Pendrick, non è veramente ringiovanito: quello che ha preso il suo posto è un attore incontrato sul piroscafo di ritorno, Quinton Prout, a cui è stato insegnato come muoversi e cosa dire per somigliare al vero ispettore.
 Mentre il governo canadese invia l'agente Tanner per intimare a Murdoch di cedere gratuitamente la formula, pena l'accusa di tradimento, viene rintracciato il motociclista fuggitivo: non è l'assassino, bensì Ashmi, l'ex assistente di Pendrick, che voleva impadronirsi dell'additivo per venderlo ad un uomo interessato, un certo "signor X" che aveva provato a contattare anche gli investigatori. Rintracciato, l'uomo misterioso risulta essere il redivivo Terrence Meyers: sopravvissuto al volo con il razzo di Pendrick, è approdato da qualche parte nel Borneo ed ha vissuto con una tribù che lo considerava un dio. Diretto di nuovo in America, aveva avuto notizia della formula di Pendrick e aveva deciso di occuparsene. Né gli investigatori né Tanner si fidano di Meyers, le cui facoltà mentali sembrano compromesse; gli fanno credere che la Pendrinina funzioni solo a certe condizioni, elaborata con gli strumenti del laboratorio di Pendrick, ma da lui apprendono un particolare interessante: il veleno che ha ucciso Pendrick è il polonio, raro e noto praticamente solo all'interno della comunità delle spie. Dunque l'assassino è una spia. Tenendo conto del fatto, la trappola viene rimodellata e si finge di cedere la Pendrinina al Canada. La cosa porta a vari contatti diplomatici, ma anche ad un'aggressione ai danni del giovane Brackenreid che finisce in ospedale (amorevolmente accudito da Margaret), per fortuna solo leggermente intossicato dal polonio.
 Del tentato omicidio viene accusato Meyers, trovato in possesso di una fiala vuota di veleno. Lui sostiene però di essere stato incastrato e quando si scopre che il vecchio laboratorio di Pendrick è stato danneggiato e saccheggiato, Murdoch si mostra propenso a dargli ragione. Solo un'altra persona credeva che i macchinari del laboratorio fossero essenziali per trattare la Pendrinina: l'agente Tanner. Ed è lui che voleva impadronirsi del composto per gestirne la vendita non a tutto il mondo, bensì a pochi ricchi selezionati. Dopo aver ingerito una dose, Tanner non si preoccupa di essere arrestato, pensando di avere di fronte a sé l'eternità. Viene però disilluso, accusato di omicidio ed informato che contro di lui peserà la testimonianza di Quinton Prout.
 Al termine dell'indagine il vero ispettore Brackenreid si ricongiunge a Margaret che, per evitare l'imbarazzo, finge di aver sempre saputo dell'imbroglio.
 Rientrato nella civiltà, Terrence Meyers riprende il suo posto di spia e informa Murdoch che la costruzione del Canale di Panama da parte degli americani distruggerà l'habitat dello speciale guaranà usato per la formula.
 Una cartolina fotografica spedita alla Stazione n°.4 con un messaggio di ringraziamento sembra indicare che il compianto James Pendrick sia in realtà ancora vivo.
- Altri interpreti: Arwen Humphreys (Margaret Brackenreid), Peter Keleghan (Terrence Meyers), Bea Santos (Louise Cherry), Evan Marsh (Quinton Prout), Ari Millen (agente Tanner), Glenda Braganza (Ashmi), Sean Connolly Affleck (Samuel Bloom)

## Non c'è furia nell'Ade pari a quella di una Dea offesa
- Titolo originale: Hades Hath no Fury...
- Diretto da: Leslie Hope
- Scritto da: Michelle Ricci

### Trama
Una donna bionda che porta una valigia si avvicina ad un palazzo in cui sono offerti in affitto degli appartamenti. Ha appena varcato la soglia quando il palazzo viene scosso da un'esplosione. La donna rimane dilaniata ma sui suoi resti il detective Watts riesce ad individuare una voglia a forma di clessidra di cui aveva già sentito parlare: la donna morta nell'esplosione è Muriel Bruce, scomparsa due anni prima e da lui tanto cercata. Non è chiaro se Muriel sia stata vittima o causa dell'incidente, ma il detective vede ugualmente rivitalizzata la sua indagine sulle altre donne scomparse. Sul corpo viene ritrovato un anello che reca inciso il nome di Afrodite; rintracciato il produttore, si scopre che fa parte di una serie i cui esemplari sono stati consegnati nel tempo a Villa Greenwood, nel quartiere di Rosedale. Dopo la morte della proprietaria l'edificio dovrebbe essere disabitato, ma quando gli investigatori lo raggiungono vi trovano insediata una comunità di sole donne che hanno deciso di vivere senza uomini al loro fianco: moderne Amazzoni, come le definisce Watts.
 Murdoch e Watts sono accolti con diffidenza e ostilità da Artemide, ma ottengono di parlare con Atena, la donna a capo del gruppo. In lei, con enorme sorpresa, Watts riconosce la sorella Clarissa, scomparsa quindici anni prima. La donna racconta di essere stata costretta alla fuga da Hector Coleman, il violento fidanzato dell'epoca; in seguito era diventata dama di compagnia di Lady Greenwood che ne aveva poi fatto la sua erede. Ora Hector è morto e la tenuta è diventata un rifugio per donne in difficoltà; Muriel/Afrodite girava per la città offrendo loro un aiuto. Clarissa non è dispiaciuta di aver ritrovato il fratello però congeda con fermezza gli investigatori senza rivelare nulla di più. Non è possibile fare irruzione nella villa né ottenere un mandato, quindi si decide di usare Freddie Pink come infiltrata, per raccogliere informazioni. L'investigatrice finge di aver conosciuto Muriel, inventa una brutta esperienza sentimentale e viene ben accolta nella comunità con il nome di Estia. Scopre che le donne si dedicano a varie attività, dai lavori domestici alla fabbricazione del sapone, e ne incontra alcune. Artemide è in realtà Caroline McGovern, la cugina di Muriel esclusa dall'eredità in quanto donna: il pub di famiglia è andato al fratello. E poi c'è Demetra, a cui i genitori volevano impedire il proseguimento degli studi. Con le informazioni raccolte da Pink il detective Watts riesce a chiudere sei casi di donne scomparse, ma per lui sorge il problema se informare o meno le famiglie di origine, perché la cosa potrebbe mettere in pericolo le fuggitive. In accordo con Clarissa si adotta un compromesso: ai famigliari sarà rivelato che le donne sono state ritrovate ma non il luogo in cui abitano attualmente. Ciascuna sarà poi libera di decidere se tornare a casa o meno.
 A Pink viene fatta trovare una chiave parzialmente corrosa dalla soda caustica. Con il pretesto di cercare i materiali per fare il sapone l'investigatrice si spinge nello scantinato dove Demetra, tenendo a distanza tutte le altre, ha il suo laboratorio. Scopre che la donna, prendendo spunto dal lavoro della genetista Nettie Stevens, conduce uno studio sui cromosomi e sulle loro variazioni. Lo scopo, in un progetto pluridecennale, sarebbe quello di ottenere feti di genere esclusivamente femminile. Dietro una porta che si apre con la chiave misteriosa, Pink scopre anche il cadavere di Norman Bruce, colpito alla testa e immerso in una vasca piena di soda caustica: il corpo non si è completamente disciolto solo perché la vasca ha una perdita. Gli investigatori avevano già scoperto che la valigetta portata da Muriel era del marito e che l'esplosivo, di cui il corpo reca ancora tracce gialle sulle mani, era stato rubato nel posto di lavoro dell'uomo. Quindi Bruce potrebbe esser stato ucciso per vendetta.
 Con ferrea logica Demetra smonta i sospetti nei suoi confronti; del delitto viene poi accusata Clarissa, quando nella sua stanza viene rinvenuta la statuetta insanguinata che è servita per colpire a morte Bruce. Watts era già irritato con la sorella a causa delle molte bugie da lei raccontate: in realtà il mite Hector Coleman è ancora vivo ed è lui ad esser stato lasciato poco prima del matrimonio. Clarissa ammette di aver volontariamente abbandonato il fratello per essere completamente libera, ma ribadisce l'importanza del rifugio e si dichiara innocente. Quando si scopre che Norman Bruce è morto ben quattro giorni prima di Muriel, le certezze sulla sua colpevolezza vacillano.
 Con la sua valigia esplosiva Muriel si stava dirigendo verso un palazzo - il primo condominio della città - sorto sul terreno ove un tempo si trovava il pub perso dalla cugina Caroline/Artemide. È lei che voleva vendicarsi del fratello, arricchitosi con la transazione immobiliare. La donna nega ma le macchie di esplosivo sulle sue mani la accusano: ha maneggiato il tritolo e realizzato la bomba; avrebbe voluto solo far danni, non uccidere Muriel, ma è comunque responsabile dell'omicidio di Norman Bruce, presentatosi a sorpresa alla villa in cerca della moglie, dopo che lei gli aveva fatto rubare l'esplosivo. Clarissa è stata incastrata ed ora viene scagionata; lascia comunque Toronto per aprire un altro rifugio in un luogo che rifiuta di rivelare. A differenza di Artemide, più favorevole ad una guerra contro il mondo, Atena preferisce il concetto di protezione. Watts, deluso e addolorato, viene consolato dall'agente Jackson che gli fa avere uno dei suoi cibi preferiti: un pretzel.
 Mentre l'indagine procedeva, Rebecca e Nate hanno avuto una piccola crisi: Brackenreid ha visto il ragazzo in un hotel, in compagnia di un'altra donna. Il dissidio però si appiana quando Nate confessa di essere analfabeta, ma di volersi sentire all'altezza di Rebecca: la donna ignota lo stava solo aiutando ad imparare a leggere.
- Altri interpreti: Kristian Bruun (agente Jackson), David Maslany (detective Llewellyn Watts), Alex Paxton-Beesley (Winifred "Freddie" Pink), Jordan Johnson-Hinds (Nate Desmond), Elizabeth Whitmere (Atena/Clarissa Watts), Natasha Greenblatt (Artemide/Caroline McGovern), Greta Onieogou (Temi), Sophie Goulet (Demetra), Stephen Guy-McGrath (Hector Coleman), Jonathan Robbins (Norman Bruce)

Jonny Harris è accreditato come di consueto, ma nell'episodio il personaggio di George Crabtree non è presente.

## Mastro Lovecraft
- Titolo originale: Master Lovecraft
- Diretto da: Leslie Hope
- Scritto da: Jordan Christianson

### Trama
Un guardiano notturno conduce Murdoch all'interno di un palazzo abbandonato in cui ha trovato un cadavere ormai in avanzato stato di decomposizione. Si tratta di una ragazza molto giovane che è stata soffocata; accanto a lei un fazzoletto sporco di sangue (che non le appartiene) e intriso di cloroformio, come se l'assassino avesse voluto evitare di farla soffrire. Nella stanza in cui si trova il cadavere fa la sua comparsa anche un ragazzo dall'aspetto lugubre che dichiara di chiamarsi Howard Phillips Lovecraft. Murdoch lo trova in possesso di un quaderno con molti disegni della morta e il ragazzo ammette di aver ritratto il cadavere per qualche settimana. Nei primi disegni la ragazza porta un ciondolo che nei successivi e nella realtà risulta poi scomparso: forse l'assassino è tornato a prenderlo. Bizzarro e inquietante, Lovecraft afferma di essere stato informato del cadavere da Clinton Hartley, un ragazzo con cui un mese prima è entrato in contatto in biblioteca, grazie al comune interesse per La maschera della morte rossa di Edgar Allan Poe. Hartley, che fa parte di un gruppo di giovani malinconici, morbosamente attratti dalla morte e dalla decadenza, dichiara di aver trovato per caso il cadavere, di non essersi avvicinato e di non aver mai visto la vittima. Una degli altri ragazzi del gruppo, la signorina Sarah Glass, rivela però a Murdoch di aver riconosciuto il ciondolo nei disegni: apparteneva ad Ellen Woods, che introdotta dal cugino Ian Blair per un po' aveva fatto parte del gruppo stesso. Non piaceva quasi a nessuno, non si era ben integrata e quando era scomparsa gli altri avevano pensato che fosse semplicemente tornata a casa. Hartley quindi ha mentito, dato che la defunta non gli era ignota come ha dichiarato.
 Nel frattempo Lovecraft incontra per caso Margaret Brackenreid fuori dalla Stazione: la donna ha tra le mani una copia del Dracula di Bram Stoker, il libro di cui dovrà discutere nel suo Circolo di Lettura e che la turba a causa dell'inquietante contenuto. Il ragazzo rimane istantaneamente affascinato da Margaret; la segue all'obitorio, dove lei vorrebbe parlare del romanzo con Julia, e riesce a spaventare entrambe, emergendo a sorpresa dalla ghiacciaia in cui si era rinchiuso. Malgrado il suo preoccupante comportamento, non ci sono motivi per arrestare Lovecraft; il ragazzo viene così affidato a Crabtree, il cui ottimismo potrebbe servire da antidoto alle sue tetre inclinazioni. Il tentativo però non ottiene i risultati sperati e ad un certo punto Lovecraft fugge, sottraendosi al controllo dell'agente.
 I ragazzi del gruppo, tutti in pessimi rapporti con le rispettive famiglie, vivono nella casa di Logan Smiley che in assenza della madre ha loro assegnato varie stanze. Lovecraft occupa la camera che era stata di Ellen; tra le sue cose viene ritrovata una lettera della ragazza, piena di citazioni shakespeariane, da cui sembra di poter dedurre che i due avessero una relazione, anche se Lovecraft continua a sostenere di aver conosciuto Ellen solo da morta. La sua situazione non migliora quando l'anulare sinistro reciso dal cadavere viene recapitato ad una sempre più spaventata Margaret. Lovecraft ammette di aver tagliato e consegnato il dito, ma ne parla come di una cosa normale. Julia lo esamina e conclude che il ragazzo è fortemente disturbato ma non pazzo; ha solo grande difficoltà a distinguere tra realtà e immaginazione. Gli forniscono un nuovo quaderno, sperando che scrivere dei recenti eventi possa aiutarlo; di lì a poco comunque altre informazioni contribuiscono a scagionarlo. Si scopre infatti che Lovecraft è a Toronto solo da cinque settimane, mentre il delitto risale ad un tempo precedente; la lettera quindi era indirizzata a qualcun altro ed è stata usata per incastrarlo. Inoltre, quando Lovecraft è ancora in custodia, Sarah Glass viene uccisa mentre al telefono con Murdoch stava per rivelare qualcosa a proposito della lettera. Per l'ora dell'omicidio Smiley e Blair hanno un alibi; non così Hartley, che viene arrestato e che tra mille esitazioni finisce per confessare. Tuttavia nelle sue dichiarazioni relative all'omicidio di Ellen ci sono alcune incongruenze: in particolare, il ragazzo non avrebbe potuto usare il fazzoletto intriso di cloroformio per tamponare un'emorragia al naso, come ha sostenuto. Quando, leggendo la relazione scritta da Lovecraft, Murdoch si imbatte nella convinzione da parte del ragazzo che la famosa lettera fosse in realtà indirizzata a Ian, al detective si presenta una diversa e più convincente soluzione del caso: Ian ed Ellen, innamorati e ispirati dal Romeo e Giulietta di William Shakespeare, avevano stretto un patto suicida. Il ragazzo aveva soffocato la cugina, poi si era tagliato le vene (sporcando il fazzoletto) ma era stato salvato in extremis da Hartley. Incriminato e destinato alla forca, Ian trova ancora conforto nella certezza di riunirsi all'amata nell'aldilà.
 Margaret si riconcilia col Dracula, identificando nella storia il più consolante tema della Redenzione. Si sente però ancora perseguitata dalle ossessioni di Lovecraft e ha incubi in cui si vede come una creatura mostruosa che gronda sangue.
 Lovecraft si appresta a tornare a Providence; incoraggiato da Crabtree dice di volersi dedicare con maggiore costanza alla scrittura. Lascia per Margaret un disegno che curiosamente corrisponde all'immagine negli incubi della donna, ma l'ispettore Brackenreid si affretta a bruciarlo prima che la moglie abbia occasione di vederlo.
- Altri interpreti: Arwen Humphreys (Margaret Brackenreid), Tyler East (H. P. Lovecraft), Stephen Joffe (Clinton Hartley), Callan Potter (Ian Blair), Dylan Authors (Logan Smiley),Morgan Kohan (Sarah Glass), Steve Whistance-Smith (signor Grandy), Lauren Piech (signora Purdy), Sam Campbell (Ellen Woods)

## I pattini del tuono
- Titolo originale: Hot Wheels of Thunder
- Diretto da: Peter Mitchell
- Scritto da: Peter Mitchell (con Simon McNabb & Jordan Christianson)

### Trama
Julia e Rebecca percorrono in pattini a rotelle il lungomare, ripassando argomenti di carattere medico. Vengono quasi buttate a terra da un gruppo di veloci pattinatrici, incuranti della presenza di altri sul loro percorso, poi vengono raggiunte da Nina e Lydia, che stanno a loro volta passeggiando. Un grido richiama l'attenzione delle quattro: poco lontano trovano una donna - un'altra pattinatrice - a terra con il collo spezzato. Sembrerebbe un incidente ma un testimone, Edwin Thornberg, afferma di aver sentito che con la donna c'era qualcun altro. All'obitorio la signorina Sophie Palmer, accompagnata dal fidanzato Herschel Humphries, riconosce nella vittima la madre Lea; la ragazza non crede in una caduta accidentale perché la donna era un'atleta di alto livello ed insegnava pattinaggio artistico: è convinta piuttosto che qualcuno l'abbia spinta, benché il corpo non presenti segni di difesa. La famiglia Palmer è originaria di Buffalo e il signor Palmer, alcolizzato e pieno di debiti, potrebbe essere la causa indiretta per la morte della moglie, se qualcuno avesse deciso di vendicarsi di lui; in questa direzione mancano però le prove.
 Rebecca intanto ha scoperto che le insolenti pattinatrici della spiaggia sono le Buffalo Queens, in procinto di disputare in città un'importante gara. Con l'intento di vendicarsi per la loro violenza e scortesia, decide di sfidarle partecipando alla competizione. Anche Sophie, malgrado le circostanze, ha intenzione di gareggiare: abile e determinata, è una ex Queen e il pattinaggio è tutta la sua vita. La ragazza ammette i dissapori con la madre, che disapprovava lo sport agonistico dal quale l'aveva allontanata dopo la partenza da Buffalo, e che le aveva imposto un fidanzato a lei sgradito. Dopo la disgrazia si è affrettata a lasciare Humphries; in ogni caso per l'ora della morte ha un alibi: si trovava a casa con il padre.
 Una pista più promettente si apre quando Sophie porta agli investigatori una vecchia lettera di minaccia che ha trovato tra le cose della defunta madre. La lettera pare scritta da un'anonima ex allieva della signora Palmer e poiché molte delle Queens hanno studiato pattinaggio con lei, le ragazze vengono interrogate. Tutte si mostrano poco collaborative. Laura Howard ha preso in squadra il posto di Sophie, quindi è l'unica che sembra aver guadagnato qualcosa. Betty Dalton invece afferma di esser stata troppo povera per potersi permettere le lezioni di pattinaggio. Infine Mildred Preston ammette di essere l'autrice della lettera anonima, scritta però in risposta ad altre minacce precedentemente ricevute da parte della stessa signora Palmer. Murdoch in sostanza non viene a sapere nulla di veramente utile e la situazione peggiora quando, poco prima della gara, Sophie viene brutalmente aggredita negli spogliatoi: la natura delle lesioni riportate è tale da impedirle per sempre di continuare a pattinare. Le prime indiziate sono di nuovo le Queens che si mostrano abbastanza ostili e propense al depistaggio; dai loro interrogatori emerge ben poco. Rimane quindi il dubbio se aggressore ed assassino siano un'unica persona.
 L'ispettore Brackenreid scopre che le Queens sono interessate ad un giro di scommesse: solo in apparenza le ragazze gareggiano una contro l'altra, di volta in volta c'è in realtà una vincitrice designata su cui convergono le puntate. La lettera di minaccia alla signora Palmer era probabilmente legata al giro di scommesse, se la donna aveva scoperto cosa stesse accadendo. Ma per quanto riguarda l'aggressione, le scommesse forniscono alle ragazze un alibi: al momento cruciale tutte le Queens erano nell'arena in compagnia del loro allibratore.
 L'indagine fa un passo decisivo quando si scopre che Humphries ha scommesso a colpo sicuro contro Sophie: sapeva che la ragazza non avrebbe pattinato, dunque è lui ad averla aggredita. Humphries ammette di essersi voluto vendicare per essere stato lasciato, ma rivela anche un altro fatto importante: al momento della morte della madre Sophie era con lui, non a casa come aveva dichiarato. Il signor Palmer rimane quindi privo dell'alibi che la figlia gli aveva fornito e finisce per confessare che l'ennesima lite con la moglie, troppo desiderosa di controllare le loro intere vite, è sfociata nell'incidente che ha causato la morte della donna. Il signor Palmer non intendeva uccidere la moglie, ma viene comunque arrestato; gli è però concesso di assistere per l'ultima volta ad una gara di pattinaggio.
 In una precedente fase della competizione Rebecca se l'era cavata piuttosto bene, finché una delle Queens non l'aveva buttata fuori pista senza complimenti, procurandole un brutto colpo alla caviglia. Per la fase finale Brackenreid, autonominatosi allenatore, decide che è necessario giocare altrettanto sporco. Con l'aiuto di Sophie, che dalla sua sedia a rotelle offre preziosi consigli, mette insieme una squadra formata da Julia, Rebecca, Nina e Lydia. Durante la gara le ragazze rispondono colpo su colpo agli attacchi delle Queens e portano Julia alla vittoria.
 Sulla scena del crimine per l'omicidio Palmer, George Crabtree è rimasto turbato per aver di nuovo incontrato Nina dopo la loro separazione. George tuttavia è sempre più vicino a Louise Cherry, malgrado il carattere della ragazza, a tratti un po' troppo imperioso. Durante l'indagine i due hanno avuto qualche problema relativo ai divergenti interessi: la gara di pattinaggio preferita da lui, una conferenza su Horatio Alger proposta da lei. La cosa sembra superata, ma forse non lo è davvero: invitati a cena da Julia e William, George sente di aver trascorso una bellissima serata; Louise invece, con un certo fastidio, gli rivela di aver trovato i loro ospiti tremendamente noiosi.
- Altri interpreti: Bea Santos (Louise Cherry), Erin Agostino (Nina Bloom), Katy Breier (Lydia Hall), Erica Deutschman (Sophie Palmer), Tim Post (Robert Palmer), Natasha Negovanlis (Mildred Preston), Emily Coutts (Camilla Morse), Chelsea Leaman (Betty Dalton), Sheri Godda (Laura Howard), Jeremy Walmsley (Herschel Humphries), Ayinde Blake (Edwin Thornberg)
- Nota: nei titoli di coda questo episodio viene dedicato alla memoria di Jordan Christianson, uno degli sceneggiatori della serie. Christianson era morto a causa di un tumore nel gennaio del 2017, all'età di trentacinque anni. L'ultimo episodio da lui interamente scritto è il 10x16 "Mastro Lovecraft".

## Le pene dell'Inferno
- Titolo originale: Hell to Pay
- Diretto da: Peter Mitchell
- Scritto da: Peter Mitchell

### Trama
Murdoch si aggira circospetto per le vie di Toronto. All'improvviso l'ispettore Brackenreid spara contro di lui da lontano; il colpo va a vuoto, Murdoch si dilegua e Brackenreid viene irosamente rimproverato da un superiore per averlo volutamente mancato.
 La brutta storia che ha portato Murdoch ad essere un fuggiasco accusato di omicidio è iniziata una settimana prima. Julia è a Chicago per un convegno e Brackenreid legge sul giornale due inquietanti notizie: la prima riguarda Franklin Williams, che è stato eletto capo del consiglio comunale benché da giovane fosse stato arrestato per rapina; la sua ricca famiglia aveva pagato per far cadere l'accusa, lasciandogli pulita la fedina penale. La seconda notizia riguarda Edward Dobbs, un sindacalista scomparso da tre giorni dopo aver organizzato uno sciopero per chiedere migliori condizioni di lavoro. Interrogata da Murdoch, la signora Dobbs non esita a puntare il dito contro Robert Graham, proprietario dello stabilimento danneggiato dallo sciopero; lo reputa responsabile per la scomparsa del marito ma non ci sono prove, quindi Brackenreid vieta a Murdoch di interrogare l'uomo d'affari. Graham è convocato in Centrale solo qualche tempo dopo, quando il corpo di Dobbs, che risulta esser stato strangolato, viene ripescato dalle acque del lago. Il finanziere però non ammette nulla e non può essere trattenuto.
 I guai personali di Murdoch iniziano quando Lydia Hall, una delle ballerine dello Star Room Theatre, si rivolge a lui per avere aiuto. Pochi giorni prima la ragazza si è esibita nel corso di una festa privata a cui partecipavano vari politici e pezzi grossi dell'edilizia; per caso ha udito un colloquio tra Robert Graham e Franklin Williams: i due uomini parlavano di speculazioni edilizie ed era stato fatto anche il nome di Dobbs. L'informazione potrebbe essere interessante perché proprio in quel periodo Graham ha dichiarato il proprio impegno per un progetto di sviluppo urbanistico nelle zone devastate dall'incendio. Murdoch chiede a Brackenreid l'autorizzazione per indagare, ma l'ispettore si mostra scettico sulla possibilità di trovare qualcosa di concreto. Lydia in ogni caso appare sempre più spaventata: due giorni dopo la festa due uomini l'hanno cercata al locale senza però trovarla, ed è questo che l'ha indotta a rivolgersi a Murdoch. In successivi colloqui Lydia manifesta al detective la sua intenzione di lasciare la città. Piena di sensi di colpa per non aver agito prima, finisce per confessare a Murdoch di aver non solo assistito al compromettente colloquio tra Graham e Williams, ma anche all'omicidio di Dobbs: Graham lo ha fatto strangolare da Williams per legarlo ai loro comuni interessi. In un incontro nelle sue stanze al Windsor House Hotel Murdoch promette a Lydia protezione in cambio della testimonianza; viene però improvvisamente colpito alla testa e al risveglio si trova steso sul proprio letto, con accanto il cadavere della ragazza. La polizia arriva con tempismo sospetto, tuttavia Murdoch riesce a fuggire. Nominato da Williams, il nuovo capo della polizia torna ad essere Davis che, pieno di rabbia e di rancore, non esita a scatenare una vera e propria caccia all'uomo. Solo i suoi amici credono ormai all'innocenza di Murdoch benché inizialmente nessuno di loro, nemmeno l'ispettore Brackenreid, abbia un quadro completo della situazione.
 Julia, rientrata da Chicago e ruvidamente interrogata da Davis, nega di sapere dove si trovi il marito. Non dubita né della sua innocenza né della sua fedeltà, però le circostanze della morte di Lydia la turbano; un colloquio con Nina serve poi a tranquillizzarla parzialmente. Di lì a poco Julia viene rapita per stanare Murdoch e purtroppo si pone in ulteriore pericolo quando, cercando di scappare, tra i rapitori riconosce Franklin Williams.
 Nel frattempo Crabtree, Higgins e Jackson, dietro un'anonima segnalazione, hanno sorpreso Murdoch all'interno dell'Archivio comunale in cerca di documenti compromettenti. Crabtree vorrebbe arrestarlo per dargli la possibilità di scagionarsi e per proteggerlo, perché è palese che Davis preferirebbe catturare Murdoch morto; il detective però riesce di nuovo a fuggire dopo avergli sferrato un pugno, in modo che George non possa essere accusato di favoreggiamento nei suoi confronti. Durante un successivo incontro organizzato in una chiesa, Murdoch chiede agli agenti amici di indagare su Graham e Williams, e a Crabtree in particolare chiede di rivolgersi a Louise Cherry: la giornalista potrebbe infatti trovare prove di corruzione e malaffare. Mentre Murdoch se ne va, all'uscita dalla chiesa Crabtree viene arrestato e sospeso per insubordinazione; di lì a poco viene reintegrato grazie all'intervento di Brackenreid, non prima però di esser stato minacciato e malmenato dal capo Davis. Interpellata da Crabtree, Louise promette il suo aiuto, ma l'articolo che finisce per scrivere, basato su di una soffiata dello stesso Davis, è più dannoso che utile. Dopo aver litigato con lei, George si allontana con delusione da Louise, dalla quale si sente tradito e si riappacifica invece con Nina; i due non torneranno insieme, comunque rimangono legati da un profondo affetto.
 Anche Murdoch, tornato brevemente all'Hotel sulle tracce della moglie, viene arrestato; Brackenreid lo aiuta ad evadere e gli promette di ritrovare Julia: così facendo si mette però nei guai ed è costretto a dimettersi.
 Ormai la situazione volge per tutti al peggio: un ennesimo incontro clandestino organizzato in chiesa tra Murdoch e gli agenti amici sfocia purtroppo in un cruento scontro a fuoco con gli inseguitori sguinzagliati da Davis. Alcuni agenti rimangono a terra: almeno uno di loro è morto, altri sono feriti e Murdoch viene nuovamente arrestato. Rinchiuso in cella, il detective viene pesantemente minacciato da Robert Graham che gli suggerisce di autoaccusarsi dell'omicidio: solo così potrà riavere Julia.
 Rimasto solo, a sorpresa Murdoch vede comparire al di là delle sbarre il detective Watts che con calma ironia gli offre il proprio aiuto.
- Altri interpreti: Kristian Bruun (agente Jackson), Daniel Maslany (detective Llewellyn Watts), Erin Agostino (Nina Bloom), Katy Breier (Lydia Hall), Bea Santos (Louise Cherry), Robin Dunne (Franklin Williams), Richard Clarkin (capo ispettore Davis), John Wildman (Robert Graham), Sara Farb (Emily Dobbs), Calvin Desautels (Edward Dobbs), Chris White (l'ufficiale), Terrence Balazo (il venditore), Brett Reason, Christopher Golovchenko, Steve Shackleton, Richard Taylor e Stephen Vincelli (agenti)